# Unión Europea
La Unión Europea (UE) es una comunidad política democrática y de derecho, constituida en régimen sui géneris de organización internacional/supranacional fundada para propiciar y acoger la integración y gobernanza en común de los Estados y las naciones de Europa. Está compuesta por veintisiete Estados europeos y fue establecida con la entrada en vigor del Tratado de Maastricht el 1 de noviembre de 1993, aunque su predecesora data de 1951, con el Tratado de París. Se la describe como una unión supranacional de facto por diversas entidades y medios.
Los Estados miembros —cuya superficie combinada cubre un área de 4 237 473
 km²— son países soberanos que conforman la Unión. Algunos de estos Estados poseen territorios fuera de Europa, los cuales pueden formar parte de la Unión y son denominados generalmente regiones ultraperiféricas. Sin embargo, ciertos territorios europeos de los Estados miembros y varios territorios asociados situados fuera del continente no forman parte de la UE, los denominados territorios especiales. En su conjunto, el territorio de la UE contaba aproximadamente con 448 millones de habitantes en 2023.
La organización que se convertiría en la UE se creó en el período de la posguerra de la Segunda Guerra Mundial. Sus pasos iniciales consistieron en impulsar la cooperación económica ya que —según la versión oficial— «el comercio produce una interdependencia entre los países que reduce las posibilidades de conflicto». Como resultado, la Comunidad Económica Europea (CEE/CE) fue creada en 1958 con el objetivo manifiesto de aumentar la cooperación económica entre sus seis países fundadores: Alemania, Bélgica, Francia, Italia, Luxemburgo y Países Bajos. Desde entonces, se han adherido veintidós países más (aunque en 2020 el Reino Unido salió de la UE) y se ha creado un mercado interior.
Para alcanzar sus objetivos comunes, los Estados de la Unión le atribuyen a esta determinadas competencias, ejerciendo una soberanía en común o compartida que se despliega a través de los cauces comunitarios. Así, con el Tratado de Maastricht, la supraestructura «Unión Europea» aunaba y se fundaba sobre las tres Comunidades Europeas preexistentes —la Comunidad Europea del Carbón y del Acero (CECA), la Comunidad Europea de la Energía Atómica (Euratom) y la CE— y les añadía la política exterior común y la cooperación judicial y policial, formando un sistema complejo conocido como «Los tres pilares». Sin embargo, con la entrada en vigor el 1 de diciembre de 2009 del Tratado de Lisboa, la Unión Europea sucedió, por completo aunque con ciertas particularidades, a las Comunidades Europeas y asumió con ello su personalidad jurídica única como sujeto de derecho internacional.
La Unión ha desarrollado un sistema jurídico y político, el comunitario europeo, que se rige por procedimientos de funcionamiento interno que conforman un sistema híbrido de gobierno transnacional que combina elementos próximos a la cooperación multilateral, si bien fuertemente estructurada e institucionalizada, con otros de vocación netamente supranacional. Todo esto desemboca en una comunidad de Derecho, cuya naturaleza jurídica y política es discutida, si bien sus elementos fundacionales y su evolución histórica apuntan a una forma de gobernanza supranacional con una inspiración histórico-política de vocación federal o confederal (federalismo europeo) —en el sentido de un federalismo internacional nuevo, no de un Estado federal clásico— que se detecta en ámbitos como la ciudadanía europea, los principios de primacía y efecto directo que le son aplicables a su ordenamiento jurídico en relación con los ordenamientos nacionales, el sistema jurisdiccional o la unión monetaria (el sistema del euro).
La UE se rige por un sistema interno en régimen de democracia representativa enmarcado en sus siete altas instituciones y el resto de la administración comunitaria. El Consejo Europeo marca las grandes orientaciones políticas generales, y propone al Parlamento a los jefes de las altas instituciones constitucionales; el Parlamento Europeo y el Consejo de la Unión que ejercen la potestad legislativa en igualdad de condiciones; la Comisión Europea que ejerce en exclusiva el poder de iniciativa legislativa, supervisa la aplicación del Derecho de la Unión, y ejecuta las políticas comunitarias; el Tribunal de Justicia que ejerce las labores jurisdiccionales supremas en el sistema jurídico comunitario —aplica judicialmente el Derecho de la Unión—; el Tribunal de Cuentas que supervisa y controla el buen funcionamiento y la adecuada administración de las finanzas y de los fondos comunitarios; y el Banco Central Europeo que dirige y aplica la política monetaria única de la eurozona.
Sin un relato europeo claro y pese la evolución institucional que supuso el Tratado de Lisboa, la UE ha tenido dificultades para enfrentar las numerosas crisis que se han presentado desde la entrada en vigor de dicho documento: la Gran Recesión, la Crisis del euro, la deuda soberana de Grecia, los conflictos con Rusia por sus relaciones con Ucrania, el número sin precedentes de refugiados provenientes de Ucrania, Asia y África, la confusión causada por la salida del Reino Unido, la guerra comercial, y la pandemia de COVID-19. Esta situación ha conducido al desarrollo de un proceso de reforma constitucional e institucional de la organización —que ha tomado fuerza desde finales de los años 2010— en el que el Gobierno Scholz de Alemania se ha comprometido con «la evolución de la UE hacia un Estado federal europeo».

## Historia

### Antecedentes

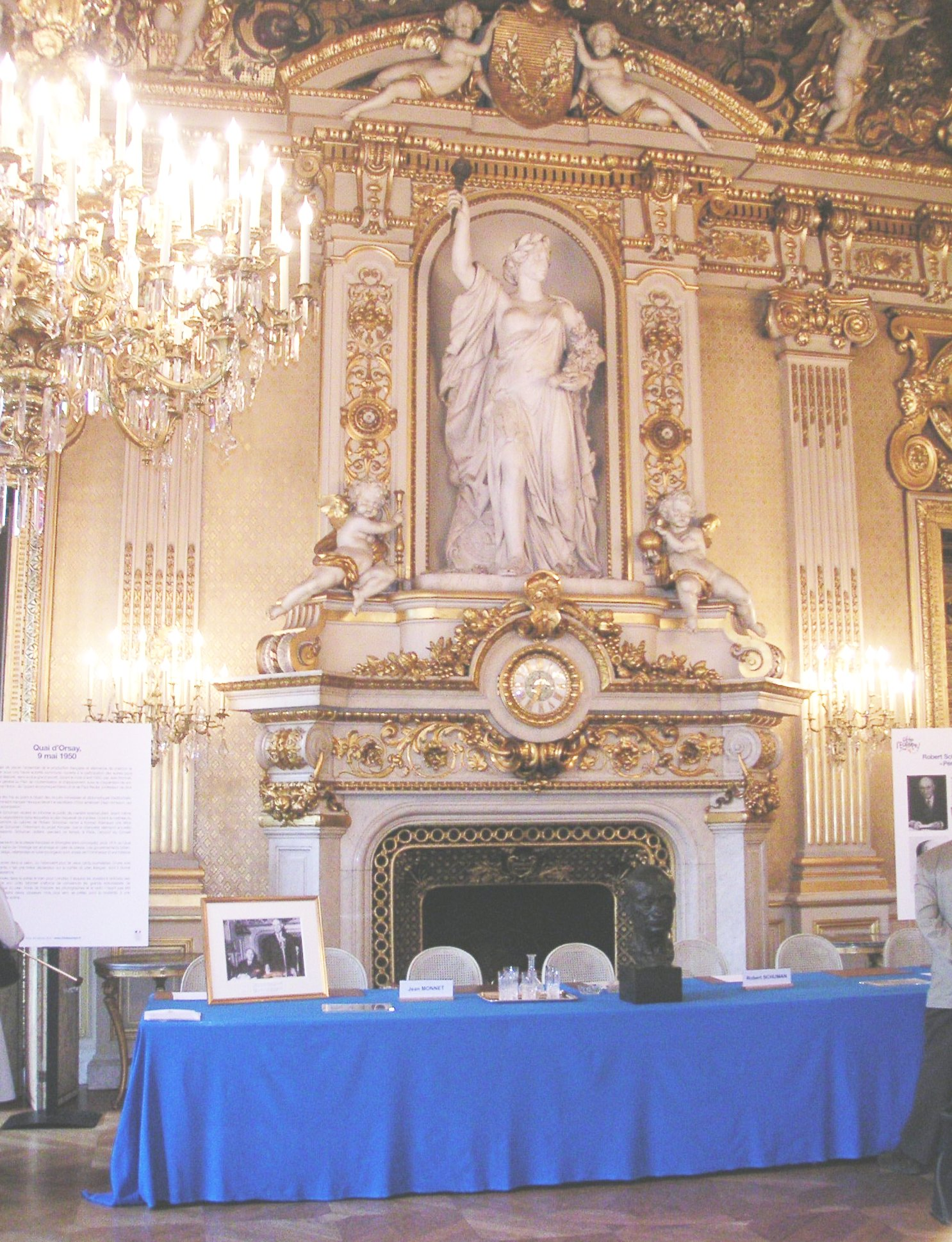
El Salón de l'Horloge donde tuvo lugar la Declaración Schuman, la primera piedra para la creación de las instituciones comunitarias.

Tras el final de la Segunda Guerra Mundial, Europa se encontraba sumida en la devastación. Alemania estaba destrozada, en términos de pérdidas de vidas humanas y daños materiales. Si bien Francia y Reino Unido resultaron oficialmente vencedoras frente a la Alemania nazi en el conflicto, ambos países sufrieron importantes pérdidas (aunque menores que las de Alemania) que afectaron gravemente a sus economías y su prestigio a nivel mundial.
La declaración de guerra de Francia y Reino Unido a Alemania tuvo lugar en septiembre de 1939. Una vez finalizado el conflicto en Europa el 8 de mayo de 1945, el régimen alemán fue responsabilizado por el inicio de la guerra, ya que su política expansionista le había llevado a ocupar y en algunos casos anexar territorios de otros países del continente. Alemania, que perdió una parte considerable de su territorio anterior a la guerra, fue ocupada por ejércitos extranjeros que dividieron su superficie territorial en cuatro partes, tal y como se consensuó en la Conferencia de Yalta.
En los años posteriores, los resentimientos y la desconfianza entre las naciones europeas, dificultaban una reconciliación. En este contexto el ministro francés de asuntos exteriores Robert Schuman defendió decididamente la creación de Alemania Occidental, resultado de la unión de las tres zonas de ocupación controladas por las democracias occidentales, dejando de lado la zona de ocupación soviética. Schuman, de origen germano-luxemburgués, había poseído las tres nacionalidades (francesa, alemana, luxemburguesa) durante diferentes etapas de su vida. Eventualmente este hecho pudo haberle hecho comprender la complejidad de los conflictos europeos y desarrollar pronto un interés por la unificación europea.
En 1946, Winston Churchill dio un discurso en la Universidad de Zúrich, considerado por varios autores como el primer paso hacia la integración durante la posguerra. Aunque, generalmente se considera que el verdadero primer paso se dio el 9 de mayo de 1950, cinco años después de la capitulación del régimen nazi, cuando Schuman lanzó un llamamiento a Alemania Occidental y a los países europeos que lo deseasen para que sometieran bajo una única autoridad común el manejo de sus respectivas producciones de acero y carbón. Este discurso, conocido como Declaración Schuman, fue acogido de manera dispar dentro de los gobiernos europeos y marcó el inicio de la construcción europea, al ser la primera propuesta oficial concreta de integración en Europa. El hecho consistía en que al someter las dos producciones indispensables de la industria armamentística a una única autoridad, los países que participaran en esta organización encontrarían una gran dificultad en el caso de querer iniciar una guerra entre ellos.

### Comunidades Europeas
La propuesta de Robert Schuman fue acogida de forma entusiasta por el canciller de la República Federal de Alemania Konrad Adenauer. En la primavera de 1951, se firma en París el Tratado que institucionaliza la Comunidad Europea del Carbón y del Acero (CECA), concretando la propuesta de Schuman. Alemania, Francia, Italia, Países Bajos, Bélgica y Luxemburgo (conocidos como “Los seis”), logran un entendimiento que favorece el intercambio de las materias primas necesarias en la siderurgia, acelerando de esta forma la dinámica económica, con el fin de dotar a Europa de una capacidad de producción autónoma. Este tratado fundador buscaba aproximar vencedores y vencidos europeos al seno de una Europa que a medio plazo pudiese tomar su destino en sus manos, haciéndose independiente de entidades exteriores. El tratado expiró en 2002, a pesar de que su función quedó obsoleta tras la fusión de los órganos ejecutivos y legislativos en el seno de la Comunidad Europea, que adquirió personalidad jurídica, y también gracias al Acta Única Europea de 1986.
En mayo de 1952, ya en plena Guerra Fría, se firmó en París un tratado estableciendo la Comunidad Europea de Defensa (CED), que permitía el armamento de Alemania Occidental en el marco de un ejército europeo. Cinco miembros de la CECA ratificaron el tratado, pero en agosto de 1954, los parlamentarios franceses lo rechazaron, como consecuencia de la oposición conjunta de gaullistas y comunistas. Es así que el antiguo Tratado de Bruselas de 1948 es modificado para crear la Unión Europea Occidental (UEO) que fue hasta la entrada en vigor del Tratado de Ámsterdam en 1999 la única organización del continente encargada de la defensa y la seguridad europea. Aunque reforzó el antiguo tratado, la UEO fue una entidad a la sombra de la OTAN, pese a lo cual se encargó durante su existencia de la defensa de los países europeos ante un hipotético ataque.
Un impulso de importancia mayor llega en 1957 con la firma de los Tratados de Roma. Los seis deciden avanzar en la cooperación en los dominios económico, político y social. La meta planteada fue lograr un “mercado común” que permitiese la libre circulación de personas, mercancías y de capitales. La Comunidad Económica Europea (CEE) es la entidad internacional, de tipo supranacional, dotada de una capacidad autónoma de financiación institucionalizada por este tratado. Este documento formó una tercera comunidad de duración indefinida, el Euratom.

### Unión de los Tres Pilares
En 1965, se firma un tratado que fusiona los ejecutivos de las tres comunidades europeas por medio de la creación de la Comisión Europea (CE) y el Consejo de la Unión Europea (CUE). El Acta Única Europea firmada en febrero de 1986 entró en aplicación en julio de 1987, y tuvo por misión el redinamizar la construcción europea, fijando la consolidación del mercado interior en 1993 y permitiendo la libre circulación igualmente de capitales y servicios. Por este tratado, las competencias comunitarias son ampliadas a los dominios de la investigación y el desarrollo tecnológico, medio ambiente y política social. El Acta Única consagró también la existencia del Consejo Europeo, que reúne los jefes de Estado y de Gobierno e impulsa una iniciativa común en materia de política exterior (la Cooperación Política Europea) así como una cooperación en materia de seguridad.
El Tratado de Maastricht o de la Unión Europea, firmado en febrero de 1992 y en vigor a partir de 1993, introdujo una nueva estructura institucional, la cual se mantuvo hasta la entrada en vigor del Tratado de Lisboa. Dicha estructura institucional estaba compuesta por los conocidos tres pilares de la Unión Europea: el primer pilar era el pilar comunitario, que correspondía a las tres comunidades (la Comunidad Europea, la Comunidad Europea de la Energía Atómica y la antigua Comunidad Europea del Carbón y del Acero); el segundo era el pilar correspondiente a la política exterior y de seguridad común, que estaba regulada en el título V del Tratado de la Unión Europea; y el tercero era el pilar correspondiente a la cooperación policial y judicial en materia penal, cubierta por el título VI del Tratado de la Unión Europea. Estos tres pilares funcionaban siguiendo procedimientos de decisión diferentes, ya que el primer pilar funcionaba mediante el procedimiento comunitario, mientras que los otros dos se regían por el procedimiento intergubernamental. El Tratado de Maastricht también creó la ciudadanía europea y permitió circular y residir libremente en los países de la comunidad, así como el derecho de votar y ser elegido en un estado de residencia para las elecciones europeas o municipales. Con este tratado también se decidió la creación de una moneda única europea, el Euro, que entraría en circulación en 2002 bajo control del Banco Central Europeo.
Sin embargo, la labor de la unión fue ensombrecida por la crisis presupuestaria en marzo de 1999. El Parlamento se negó a aprobar a la Comisión de 1996 el presupuesto de la Comunidad por motivos de mala gestión financiera, fraude y nepotismo. El Parlamento estableció un comité para examinar la situación, cuyos resultados fueron publicados el 15 de marzo de 1999 y fueron críticos de la Comisión. Los socialistas, el único partido importante de apoyo al ejecutivo, retiró su apoyo Santer y, con el Parlamento listo para echarlos, toda la Comisión Santer dimitió la misma noche de la publicación del informe. La crisis produjo daños a la posición de la Comisión con el Consejo y el Parlamento desafiando la posición de la Comisión en los siguientes años. En respuesta, el organismo de control anti-fraude de la OLAF fue rápidamente establecido por la Comisión.

### De Ámsterdam a Lisboa
En 1999, entró en vigor el Tratado de Ámsterdam que recogía los principios de libertad, democracia y respeto a los derechos humanos, incluyendo explícitamente el principio de desarrollo sostenible. Dos años después se firmó el Tratado de Niza, que entraría en vigor en 2003. Mientras tanto, en 2002, se extinguió la CECA tras finalizar su periodo de validez (50 años), y su ámbito de actuación quedó englobado en el de la Comunidad Europea.
El 1 de mayo de 2004 tuvo lugar la mayor ampliación que se ha dado en la Unión Europea, con la entrada de 10 nuevos miembros de Europa oriental: Estonia, Letonia, Lituania, Polonia, República Checa, Hungría, Eslovaquia, Eslovenia, Malta y Chipre. Más tarde, el 29 de octubre de 2004 se firmó en Roma el tratado constitucional. La ratificación del tratado fue iniciada por la aprobación del Parlamento, pero algunos estados convocaron referendos en 2005. El primero fue el que se celebró en España, donde el documento fue aprobado con el 76,73 % de apoyo. Sin embargo, la ratificación alcanzó un obstáculo importante cuando los votantes de Francia y los Países Bajos rechazaron el documento. Esta ratificación en gran medida se detuvo, con solo unos pocos estados tratando de aprobarlo aún. Luxemburgo siguió adelante con su voto y aprobó la constitución en un 57 %. Esto no cambió las cosas, sin embargo, y los dirigentes anunciaron que entraban en un "período de reflexión" sobre el rechazo.
Seguidamente, se incorporaron Rumania y Bulgaria en la ampliación de la Unión Europea de 2007, mientras que el 25 de marzo de 2007 (en el 50.º aniversario de la firma de los Tratados de Roma) los líderes europeos pusieron fin formalmente al "período de reflexión" con la firma de la Declaración de Berlín. La declaración tenía por objeto dar un nuevo impulso a la búsqueda de un nuevo acuerdo institucional antes de realizar las elecciones europeas de 2009. Adentrado ya 2007, el Consejo Europeo acordó que la Constitución había fracasado, a pesar de que la mayoría de las propuestas que incluía el texto se incluyeron posteriormente en la reforma de los tratados de la Unión, en contraposición a la constitución, la cual iba a reemplazar todos los tratados anteriores. De este modo, el 13 de diciembre de 2007, se firmó el conocido como Tratado de Lisboa.
Este tratado tenía como objetivo mejorar el funcionamiento de la Unión Europea mediante la modificación del Tratado de Maastricht y el Tratado constitutivo de la Comunidad Europea (Tratado de Roma). Algunas de las reformas más importantes que introdujo el Tratado de Lisboa fueron la reducción de las posibilidades de estancamiento en la toma de decisiones del Consejo de la Unión Europea mediante el voto por mayoría cualificada, un Parlamento Europeo con mayor peso mediante la extensión del procedimiento de decisión conjunta con el Consejo de la UE, la eliminación de los para entonces obsoletos tres pilares de la Unión Europea, y la creación de las figuras de Presidente del Consejo Europeo y Alto Representante de la Unión para Asuntos Exteriores y Política de Seguridad para dotar de una mayor coherencia y continuidad a las políticas de la UE. El Tratado de Lisboa, que entró en vigor el 1 de diciembre de 2009 también hizo que la Carta de los Derechos Fundamentales de la Unión Europea fuese jurídicamente vinculante para los Estados miembros.

### Refundación de la Unión:Brexit, pandemia e invasión rusa de Ucrania
La refundación de la Unión Europea es el proyecto que busca la reforma institucional y constitucional para adaptar a dicha organización a los futuros cambios globales y avanzar en la integración europea. Fue iniciado en 2017 y ha sido impulsado principalmente por la Comisión Europea y el denominado eje franco-alemán. Aunque el término «refundación» ha sido utilizado especialmente por el presidente de Francia, Emmanuel Macron y su gobierno, diferentes actores políticos se han referido a la situación empleando términos variados para reflejar la voluntad de aumentar la capacidad geopolítica, la autonomía estratégica o la soberanía de la Unión. Por ejemplo, durante la presidencia francesa del Consejo de la UE en 2022, el propio Macron utilizó como eslogan las palabras «relanzamiento, poder, pertenencia».
En medio de la tensión diplomática entre Rusia y la UE y la intensificación de la rivalidad entre China y Estados Unidos, la UE comenzó a debatir la noción de autonomía estratégica, que exige a la organización defender su soberanía y promover sus intereses de manera independiente. Dicha autonomía suele vincularse a la defensa, pero podría ir más allá, teniendo en cuenta que a nivel internacional las capacidades económicas y tecnológicas han ganado relevancia. Sin embargo, varios líderes europeos aspiran a dotar a la UE de las capacidades militares que consideran necesarias para garantizar su defensa en pos de conseguir la autonomía estratégica.
Entre tanto, en Estados Unidos, los gobiernos de Donald Trump y Joe Biden asumieron una postura de relativa ruptura respecto a la UE, lo que ha generado una «pérdida de confianza» en la relación bilateral dentro de la clase política y la opinión pública en la UE. Paralelamente las nuevas relaciones eurobritánicas, tras la salida del Reino Unido de la UE en 2020, se han desarrollado en medio de un reforzamiento de la angloesfera que ha chocado con algunos intereses de la UE.

### El relato europeo
El relato europeo es la narrativa que incide en el proceso evolutivo de la Unión Europea y del proyecto europeo. Sin embargo, numerosos especialistas —como Luuk van Middelaar o Wolfgang Münchau— consideran agotado este relato testimonial y, en consecuencia, no existe consenso sobre la idea del proyecto europeo ni su utilidad. Esta corriente analítica considera que se necesita un nuevo relato si se busca dar continuidad al proceso de integración y la idea misma de Europa que dice representar.
Al comenzar el proceso de construcción europea, ante la dificultad de generar simpatía en una bandera europea, una historia compartida u otros símbolos, los padres fundadores  y sus sucesores optaron por implantar un proyecto asentado más en lo práctico que en lo afectivo. Así, aunque inicialmente el relato sobre la necesidad de la construcción europea se centró en la erradicación de la guerra, luego se complementó con las iniciativas en el terreno de la economía. De esta manera, el relativo éxito económico del proceso europeo se transformó en vector de la integración y motivo de la misma desde sus orígenes en los años 1950. Sin embargo, al afectarse el relato europeo tras la controversia sobre el éxito de la integración económica, se ha puesto en cuestión la conveniencia del mismo proyecto europeo.
La Gran Recesión, la pandemia de COVID-19 y la guerra ruso-ucraniana transformaron la realidad europea afectando a su narrativa al introducir la percepción de vulnerabilidad frente a los riesgos de origen externo, así como la idea de un “divorcio” entre la ciudadanía y las instituciones del sistema comunitario. No obstante, la desafección con el proyecto europeo no se relaciona sólo con las citadas crisis, sino también con la percepción de un déficit democrático en la Unión Europea agravado con la pérdida de su aura ligada al éxito económico. Sin embargo, eventualmente estas crisis estarían contribuyendo a consolidar una transformación en la memoria colectiva sobre la construcción europea, especialmente en lo que se refiere al relato europeo surgido de la posguerra de la Segunda Guerra Mundial. Todo esto viene acompañado del regreso de una historiografía europea más centrada en el conflicto y menos en una historia que da prioridad a la diversidad como valor principal en Europa. En este contexto, los relatos sobre las crisis del siglo XXI varían en función de las de las ideologías y de los Estados miembros donde suelen ser instrumentalizadas por intereses políticos nacionales.

### Tratados
| Firmado En vigor Documento        | 1948 Primer Tratado de Bruselas                       | 1951 1952 Tratado de París                    | 1954 1955 Segundo Tratado de Bruselas           | 1957 1958 Tratado de Roma                       | 1965 1967 Tratado de Fusión                     | 1975 N/A Declaración sobre la Unión Europea | 1986 1987 Acta Única Europea | 1992 1993 Tratado de Maastricht | 1992 1993 Tratado de Maastricht | 1997 1999 Tratado de Ámsterdam | 2001 2003 Tratado de Niza | 2007 2009 Tratado de Lisboa | 2007 2009 Tratado de Lisboa |  |  |  |  |  |  |  |  |
|                                   |                                                       |                                               |                                                 |                                                 |                                                 |                                             |                              |                                 |                                 |                                |                           |                             |                             |  |  |  |  |  |  |  |  |
| Tres pilares de la Unión Europea: |                                                       |                                               |                                                 |                                                 |                                                 |                                             |                              |                                 |                                 |                                |                           |                             |                             |  |  |  |  |  |  |  |  |
| Comunidades Europeas:             |                                                       |                                               |                                                 |                                                 |                                                 |                                             |                              |                                 |                                 |                                |                           |                             |                             |  |  |  |  |  |  |  |  |
|                                   | Comunidad Europea de la Energía Atómica (Euratom)     |                                               |                                                 |                                                 |                                                 |                                             |                              |                                 |                                 |                                |                           |                             |                             |  |  |  |  |  |  |  |  |
|                                   |                                                       |                                               | Comunidad Europea del Carbón y del Acero (CECA) | Comunidad Europea del Carbón y del Acero (CECA) | Comunidad Europea del Carbón y del Acero (CECA) | Expirado en 2002                            | Expirado en 2002             | Expirado en 2002                |                                 | Unión Europea (UE)             | Unión Europea (UE)        |                             |                             |  |  |  |  |  |  |  |  |
|                                   |                                                       |                                               | Comunidad Económica Europea (CEE)               | Comunidad Económica Europea (CEE)               | Comunidad Económica Europea (CEE)               |                                             |                              | Comunidad Europea (CE)          | Comunidad Europea (CE)          | Unión Europea (UE)             | Unión Europea (UE)        |                             |                             |  |  |  |  |  |  |  |  |
|                                   |                                                       | TREVI                                         | TREVI                                           | Asuntos de Justicia y de Interior (AJI)         |                                                 |                                             |                              | Comunidad Europea (CE)          | Comunidad Europea (CE)          | Unión Europea (UE)             | Unión Europea (UE)        |                             |                             |  |  |  |  |  |  |  |  |
|                                   | Cooperación Judicial y Policial en materia Penal (CE) | TREVI                                         | TREVI                                           | Asuntos de Justicia y de Interior (AJI)         |                                                 |                                             |                              |                                 |                                 | Unión Europea (UE)             | Unión Europea (UE)        |                             |                             |  |  |  |  |  |  |  |  |
|                                   | Cooperación Política Europea (CPE)                    | Política Exterior y de Seguridad Común (PESC) | Política Exterior y de Seguridad Común (PESC)   | Política Exterior y de Seguridad Común (PESC)   | Política Exterior y de Seguridad Común (PESC)   |                                             |                              |                                 |                                 | Unión Europea (UE)             | Unión Europea (UE)        |                             |                             |  |  |  |  |  |  |  |  |
| Órganos no consolidados           | Órganos no consolidados                               | Unión Europea Occidental (UEO)                | Unión Europea Occidental (UEO)                  | Unión Europea Occidental (UEO)                  | Unión Europea Occidental (UEO)                  | Unión Europea Occidental (UEO)              |                              |                                 |                                 |                                | Unión Europea (UE)        |                             |                             |  |  |  |  |  |  |  |  |
| Órganos no consolidados           | Órganos no consolidados                               | Unión Europea Occidental (UEO)                | Unión Europea Occidental (UEO)                  | Unión Europea Occidental (UEO)                  | Unión Europea Occidental (UEO)                  | Unión Europea Occidental (UEO)              | Expirado en 2011             |                                 |                                 |                                |                           |                             |                             |  |  |  |  |  |  |  |  |
|                                   |                                                       |                                               |                                                 |                                                 |                                                 |                                             |                              |                                 |                                 |                                |                           |                             |                             |  |  |  |  |  |  |  |  |

## Estados miembros

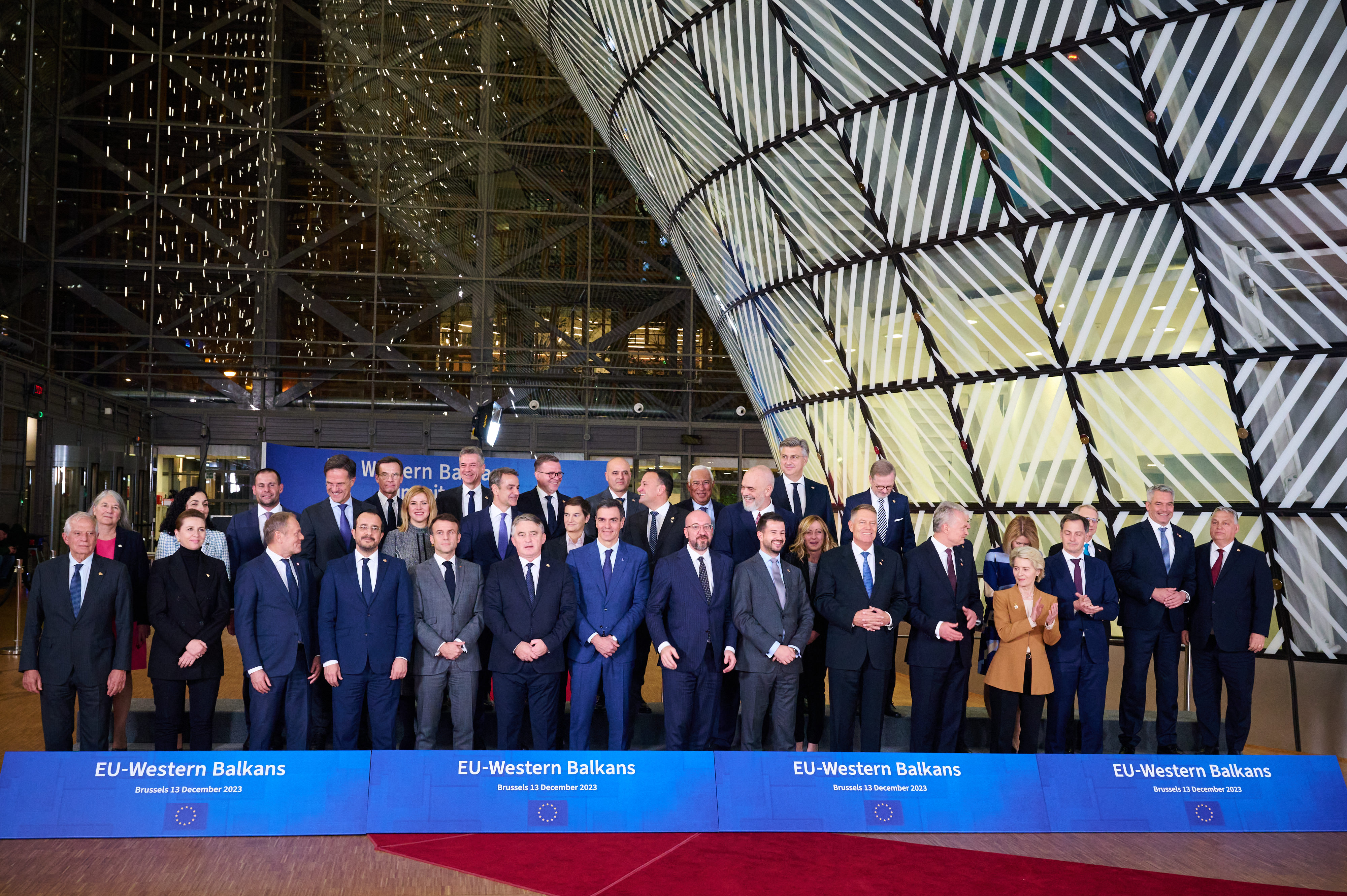
Cumbre Balcanes Occidentales-Unión Europea en el Edificio Europa (2023).

Los Estados miembros de la Unión Europea, conocidos por los medios como los Ventisiete, son los Estados soberanos que forman dicha organización. Su número ha aumentado desde los seis Estados fundadores a los veintisiete que actualmente integran la Unión: Alemania, Austria, Bélgica, Bulgaria, Chipre, Croacia, Dinamarca, Eslovaquia, Eslovenia, España, Estonia, Finlandia, Francia, Grecia, Hungría, Irlanda, Italia, Letonia, Lituania, Luxemburgo, Malta, Países Bajos, Polonia, Portugal, República Checa, Rumania y Suecia. Este incremento se debe a que la Unión ha experimentado sucesivas ampliaciones que han extendido sus fronteras hasta abarcar en la actualidad la mayor parte del territorio continental.
Todos los Estados miembros son partes de los Tratados constitutivos, que son el Tratado de la Unión Europea (TUE) y el Tratado de Funcionamiento de la Unión Europea (TFUE). Sin embargo, estos países difieren entre sí en su historia, cultura, población, geografía, modelo político y territorial de gobierno, e incluso forma de Estado (veintiún repúblicas y seis monarquías), aunque a lo largo de la historia de la Unión Europea han demostrado estar vinculados entre sí por el compromiso político, económico, jurídico, social y cultural que deriva del proceso de integración europea, asumido por todos más recientemente en el marco de los Tratados constitutivos.
Puede formar parte de la Unión cualquier país europeo que cumpla los criterios de Copenhague que establecen la obligatoriedad de que el Estado posea un gobierno democrático y una economía mixta de libre mercado, además de reconocer los derechos y libertades de los ciudadanos, entre otros requisitos. Ahora bien, la bandera de la Unión Europea (círculo de doce estrellas amarillas sobre fondo azul) fue adoptada por la entonces Comunidad Económica Europea en 1985, y su número de estrellas ha sido y será invariablemente doce, es decir, no tiene relación con el número de Estados de la Unión.
Por otra parte, desde la firma del Tratado de Lisboa cualquier Estado miembro que lo desee puede solicitar la retirada de la UE. Es así que el gobierno del Reino Unido, tras el referéndum de 2016, realizó los preparativos para invocar el artículo 50 del Tratado de la Unión Europea con que inició formalmente el proceso para la salida del Reino Unido de la Unión Europea (Brexit) que se hizo efectiva el 1 de febrero de 2020. Sin embargo Groenlandia, como territorio, ya se había retirado de la Comunidad Europea tras un proceso desarrollado a mediados de los años 1980 al conseguir mayor autonomía de un Estado miembro (Dinamarca).

## Geografía
Los territorios especiales de la UE se agrupan en diferentes categorías: las regiones especiales, que forman parte de la Unión, pero que por sus características geográficas o culturales, cuentan con ciertas exenciones en la aplicación del derecho de la UE; las regiones ultraperiféricas, que por su lejanía de la Europa continental disfrutan de ciertas ventajas como una fiscalidad más baja; los territorios de ultramar, que no forman parte de la Unión, pero que pueden beneficiarse de la asociación con la UE.
En lo referente a las regiones especiales, algunos municipios tienen este estatuto por razones geográficas o históricas. Hay, ante todo, los exclaves alemán e italiano, respectivamente Büsingen am Hochrhein y Campione d'Italia, Suiza, además de la localidad italiana de Livigno que se beneficia de un estatuto extraterritorial desde el siglo XIX aunque no es un exclave. También alemana es la isla Helgoland que, aunque miembro de la UE, está excluida de la unión aduanera y no está sujeta a régimen fiscal alemán. Igualmente las ciudades autónomas de Ceuta y Melilla y las plazas de soberanía españolas en África tienen un estatuto especial respecto al IVA, la PAC y la PPC. También Åland, que se encuentran en continuidad con las zonas económicas exclusivas de Suecia y Finlandia, ambos miembros de la Unión, disfruta de una amplia autonomía. Finalmente el caso del Monte Athos en Grecia es único ya que forma parte del espacio Schengen y de la UE, solo un permiso autoriza la entrada en su territorio y además el acceso está prohibido a toda criatura femenina (excepto gallinas y gatas).
Las regiones ultraperiféricas por su parte dependen de tres Estados miembros: una de España, dos de Portugal, y seis de Francia. A España pertenecen las africanas Islas Canarias en el océano Atlántico noroccidental. De Portugal son las dos regiones autónomas de Azores y Madeira, situadas en el océano Atlántico noroccidental, lejos de las costas africanas, pero aun más lejos de las costas europeas. Y son de Francia, sus cinco departamentos de ultramar: la Guayana francesa en el noreste sudamericano; Guadalupe y Martinica en el este caribeño; Reunión y Mayotte en el sudoeste índico; y la colectividad de ultramar de San Martín en las Antillas, que no ha cambiado de estatuto a nivel comunitario desde que se separó de Guadalupe en 2007.
Por otra parte, la combinación de los Estados miembros comparte fronteras terrestres con 21 estados no miembros. Así, en Europa la UE tiene fronteras con Noruega, Rusia, Bielorrusia, Ucrania, Moldavia, Reino Unido, Suiza, Liechtenstein, Andorra, Mónaco, San Marino, Ciudad del Vaticano, Turquía, Macedonia del Norte, Bosnia y Herzegovina, Albania, Montenegro y Serbia. Por último, tiene fronteras con: San Martín en el mar Caribe; Brasil y Surinam en América del Sur y con Marruecos en África.

## Demografía
La demografía de la Unión Europea contiene las bases del estudio sobre la población europea en distintos campos, como puede ser la cuantificación demográfica y la cualitativa, es decir las cualidades en su formación, estado laboral, su renta, su edad, etc.
En 2023, la población total de la UE era aproximadamente de 448 millones de personas, ocupando el tercer puesto en población a nivel mundial. Además en la UE la esperanza de vida es una de las más altas del mundo (81,3 años de vida), y disfruta de un muy alto Índice de Desarrollo Humano. Sin embargo, en 2020 la UE perdió más de 10 % de su población como consecuencia de la secesión del Reino Unido de la Unión.
En este contexto, la población de la UE experimenta un proceso desigual entre sus regiones. Por una parte países como Alemania, donde durante varios años la población envejece progresivamente, debido a la disminución del número de nacimientos y el constante aumento en la esperanza de vida. Por otra parte otros como Francia que han logrado mantener una tasa de natalidad suficiente. Sin embargo, en 2015 y 2016 la población de la UE aumentó con respecto al año anterior, debió principalmente a la inmigración neta, es decir, a la diferencia entre el número de ciudadanos de un país tercero que se asentaron en la UE y aquellos que volvieron a sus países de origen. Por su parte, el crecimiento natural fue negativo por primera vez al registrarse 5,1 millones de nacimientos y 5,2 millones de defunciones en 2015. El siguiente año se registraron tantos nacimientos como fallecimientos dentro de la UE (5,1 millones).
El número de habitantes de la Unión podrá incrementarse en el próximo decenio, en parte debido a la inmigración pero sobre todo gracias al proceso de ampliación, que podría dar cabida a Islandia, a Albania, a varios estados de la antigua República Federal Socialista de Yugoslavia (Serbia, Macedonia del Norte, Bosnia y Herzegovina, Montenegro y Kosovo) e incluso a Turquía, con lo cual el total de la población de la Unión aumentará en cerca de 100 millones de habitantes.
| Ciudades              | Ciudades              | Ciudades |                                | Áreas metropolitanas           | Áreas metropolitanas | Áreas metropolitanas |
| --------------------- | --------------------- | -------- | ------------------------------ | ------------------------------ | -------------------- | -------------------- |
| Población en millones | Población en millones | Estado   | Población en millones (aprox.) | Población en millones (aprox.) | Estado               |                      |
| Berlín                | 3,7                   | Alemania | ÁM-París                       | 14                             | Francia              |                      |
| Madrid                | 3,4                   | España   | Ruhr                           | 13                             | Alemania             |                      |
| Roma                  | 2,7                   | Italia   | ÁM-Madrid                      | 7                              | España               |                      |
| París                 | 2,2                   | Francia  | ÁM-Milán                       | 7                              | Italia               |                      |
| Bucarest              | 1,9                   | Rumanía  | ÁM‑Barcelona                   | 5                              | España               |                      |
| Hamburgo              | 1,8                   | Alemania | ÁM-Berlín                      | 5                              | Alemania             |                      |
| Viena                 | 1,7                   | Austria  | Atenas                         | 4                              | Grecia               |                      |
| Budapest              | 1,7                   | Hungría  | ÁM-Roma                        | 4                              | Italia               |                      |
| Varsovia              | 1,7                   | Polonia  | Rin-Norte                      | 3                              | Alemania             |                      |
| Barcelona             | 1,6                   | España   | Rin-Sur                        | 3                              | Alemania             |                      |
| Múnich                | 1,3                   | Alemania | Alta Silesia                   | 3                              | Polonia              |                      |
| Milán                 | 1,3                   | Italia   | ÁM‑Hamburgo                    | 3                              | Alemania             |                      |
| Praga                 | 1,2                   | R. Checa | ÁM-Nápoles                     | 3                              | Italia               |                      |
| Sofía                 | 1,2                   | Bulgaria | ÁM-Varsovia                    | 3                              | Polonia              |                      |
| Colonia               | 1,0                   | Alemania | Rin-Meno                       | 3                              | Alemania             |                      |
| Nápoles               | 0,9                   | Italia   | Múnich                         | 3                              | Alemania             |                      |
| Turín                 | 0,9                   | Italia   | Bruselas                       | 3                              | Bélgica              |                      |
| Marsella              | 0,8                   | Francia  | ÁM-Lisboa                      | 3                              | Portugal             |                      |

## Política y administración pública
| Exclusivas |
| --- |
| - la Unión Aduanera; - el establecimiento de normas sobre competencia para el mercado interior; - la política monetaria de la eurozona; - la conservación de los recursos biológicos marinos dentro de la Política Pesquera Común; - la Política Comercial Común; - la celebración de acuerdos internacionales (con condiciones). |
| Compartidas |
| - el mercado interior - la política social, en los aspectos definidos por los Tratados - la cohesión económica, social y territorial; - la agricultura y la pesca; - el medio ambiente; - la protección de los consumidores; - el transporte; - las redes transeuropeas; - la energía; - el espacio de libertad, seguridad y justicia; - los asuntos comunes sobre salud pública - la investigación, el desarrollo tecnológico y el espacio - la cooperación al desarrollo y la ayuda humanitaria |
| Competencias de apoyo |
| - la protección y mejora de la salud humana - la industria - la cultura - el turismo - la educación, la formación profesional, la juventud y el deporte - la protección civil - la cooperación administrativa |
| Específicas |
| - la coordinación de las políticas económica, social y de empleo - la Política Exterior y de Seguridad Común |

La política de la Unión Europea se perfila de manera esencialmente distinta a la propia de otras entidades gubernativas, debido a la naturaleza única de la Unión. Es premisa fundamental para la base histórica, jurídica y política en que se fundamenta dicha entidad. Dado que la Unión no es en caso alguno un Estado soberano, según los parámetros del Derecho internacional o de la filosofía política contemporánea, no pueden tampoco asimilarse los factores que determinan el ejercicio del poder comunitario, ni los mecanismos a través de los cuales este se despliega, ni los vectores en los que se conforma y encauza, ni los agentes que lo detentan o lo aplican. El sistema de gobierno por el que se rige la Unión y que ordena y enmarca el ejercicio legal de sus poderes y competencias es del tipo comunitario, pero sus particularidades y el grado de desarrollo que ha experimentado esta unión política lo hacen especialmente complejo y sofisticado.
El poder comunitario es ejercido por medio de un marco institucional común compuesto por las instituciones, órganos y organismos de la Unión. El Parlamento Europeo y el Consejo ejercen la potestad legislativa, mientras que a la Comisión Europea le corresponde la proposición y aplicación de las leyes, la gestión de las políticas comunes y la ejecución del presupuesto; el Tribunal de Justicia es el intérprete supremo del Derecho comunitario y el garante último de su aplicación por la vía judicial. El Consejo Europeo, con su presidente a la cabeza, desempeñan las funciones de impulso político y moderación institucional que orientan la acción comunitaria en conjunto. Actualmente, el presidente del Consejo Europeo es el político belga Charles Michel, que asumió su mandato el 1 de diciembre de 2019. Mientras que la Comisión actual está presidida por Ursula von der Leyen desde el 1 de noviembre de 2019, en el marco de la IX legislatura.
Uno de los rasgos diferenciadores de la Unión Europea frente a otras organizaciones internacionales es el alto grado de desarrollo e integración de sus instituciones de gobierno. El gobierno de la Unión Europea siempre ha oscilado entre el modelo de conferencia intergubernamental, donde los Estados conservan el conjunto de sus prerrogativas y el modelo supranacional donde una parte de la soberanía de los Estados es delegada a la administración de la Unión. En el primer caso, las decisiones comunitarias entre Estados y deben adoptarse por consenso, mayoría cualificada o unanimidad. Este modelo, cercano al principio de las organizaciones intergubernamentales clásicas, es defendido por la corriente euroescéptica. Según ellos, son los jefes de Estado o de gobierno quienes tienen la legitimidad democrática para representar a los ciudadanos y son entonces las naciones quienes deben controlar las instituciones de la Unión. El segundo caso es el de la corriente eurófila, que estima que las instituciones deben representar directamente a los ciudadanos mediante un modelo de federalismo y elecciones directas. Para ellos, una Unión Europea federal resolvería numerosos problemas relacionados con la soberanía, la legitimación democrática, la división de poderes comunitaria, el reparto de competencias, la fiscalidad y la aspiración a un modelo de bienestar común.
De este modo, el modelo de gobierno de la Unión es un modelo híbrido: por un lado está el Consejo de la Unión Europea, el cual es el representante de los Estados, y en el que las decisiones no requieren unanimidad, y donde los votos de cada estado son ponderados por su peso demográfico; y por otro lado está el Parlamento Europeo, el cual es la única institución europea elegida por sufragio universal y directo, es decir, es la única que representa a los ciudadanos de la Unión. Así, la UE es una comunidad política de Derecho que se gobierna en régimen de democracia representativa y se constituye jurídicamente en organización internacional/supranacional sujeto de Derecho y con personalidad jurídica propia distinta a la de los Estados que la componen. Sus poderes y competencias se encuentran delimitadas en los Tratados que ayudan jurídicamente y que conforman su constitución material, y se ejercen por medio del método comunitario de gestión.

### Instituciones

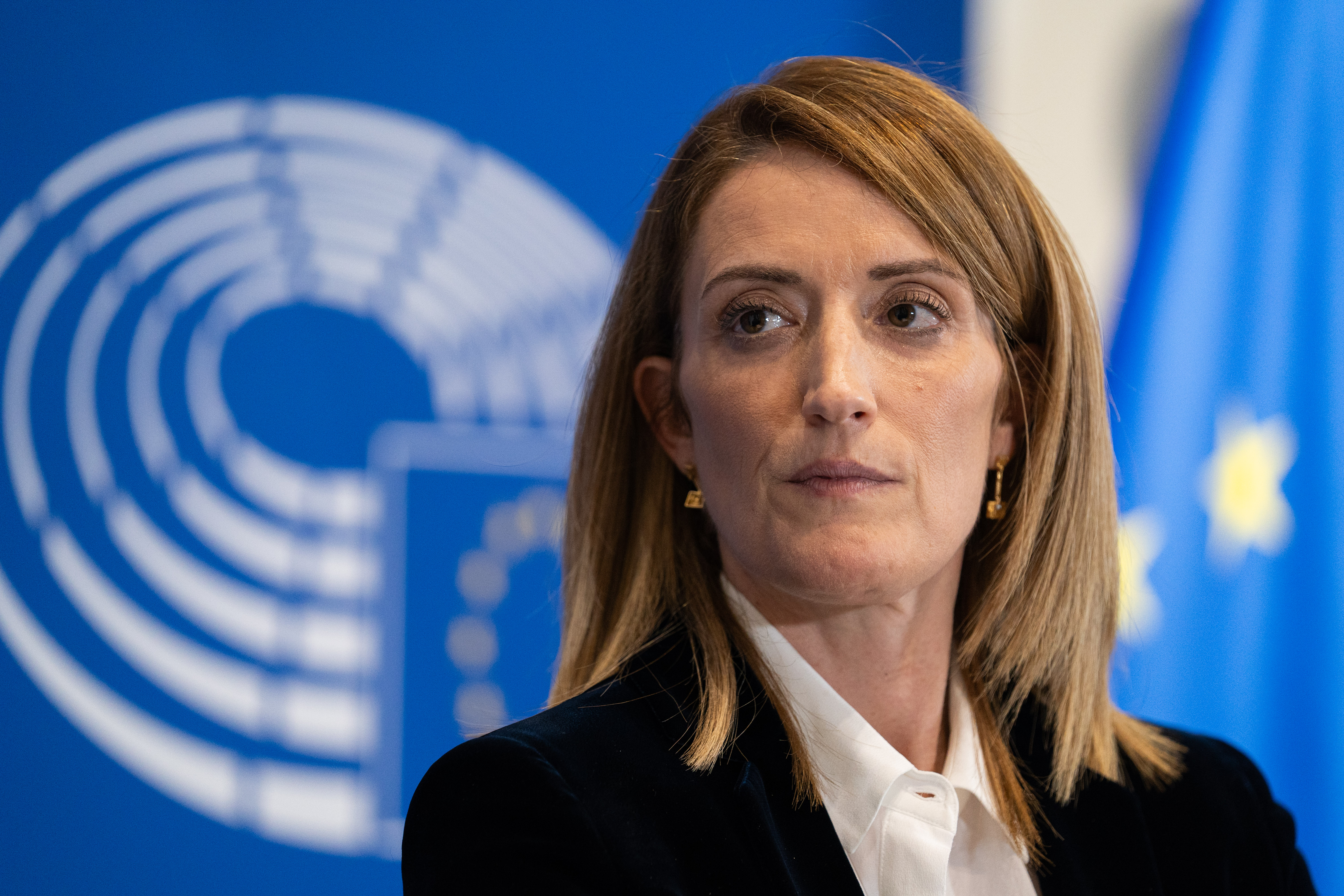
Roberta Metsola, presidenta del Parlamento Europeo.

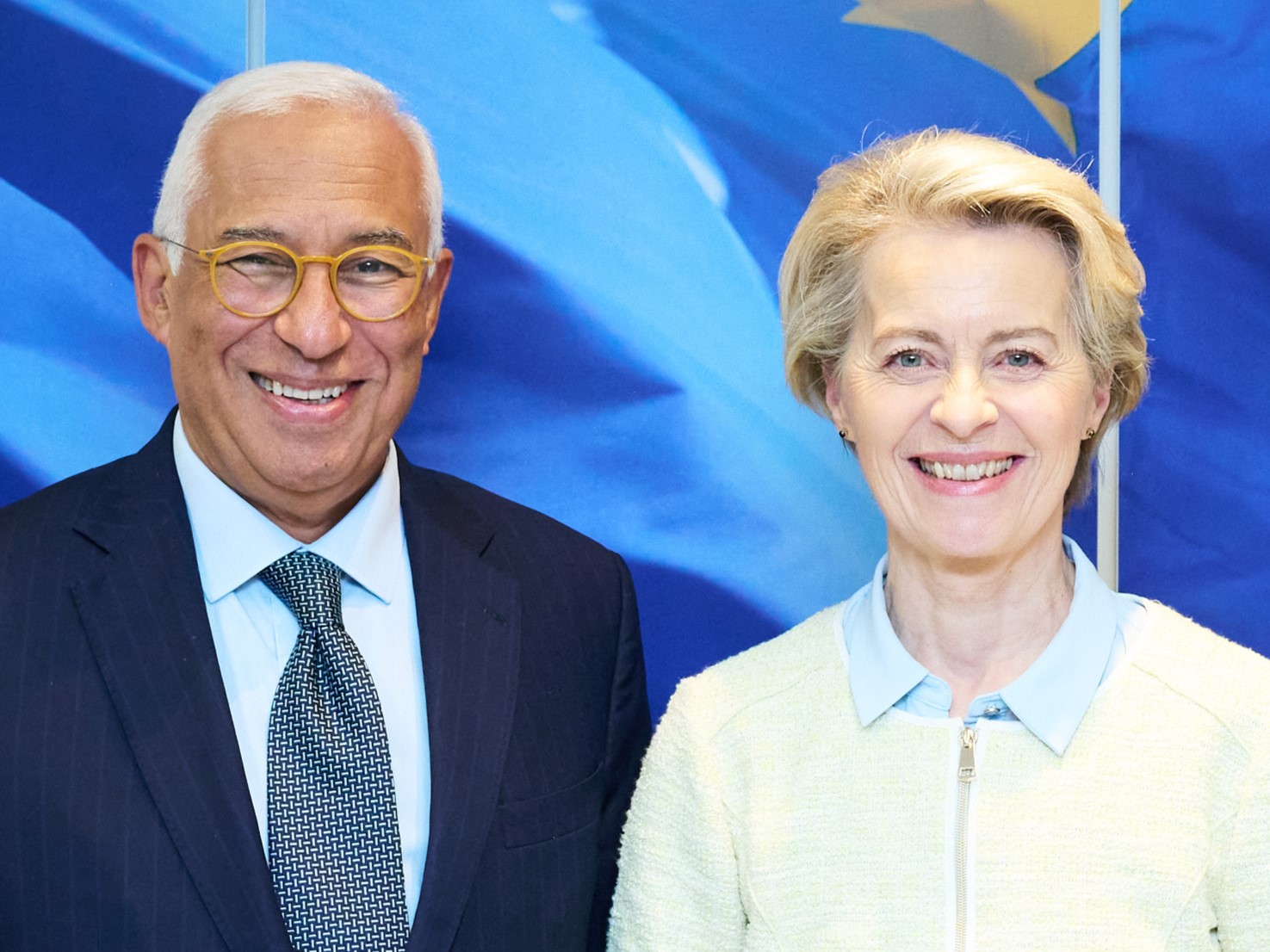
António Costa, presidente del Consejo Europeo y Ursula von der Leyen, presidenta de la Comisión Europea.

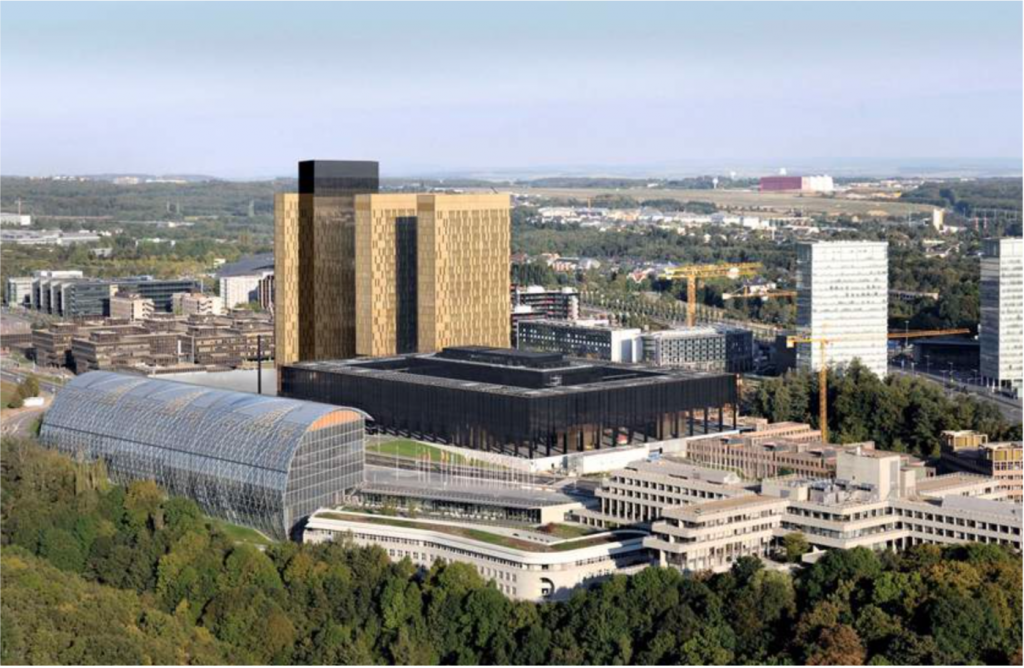
Sede del Tribunal de Justicia de la Unión Europea en Luxemburgo.

El marco institucional de la Unión Europea (UE) se compone de las siete altas instituciones a las que los Estados miembros atribuyen competencias de gobierno para el ejercicio comunitario de parte de sus poderes: Parlamento Europeo, Consejo Europeo, Consejo de la Unión Europea, Comisión Europea, Tribunal de Justicia de la Unión Europea, Banco Central Europeo y Tribunal de Cuentas Europeo. La Unión, en su calidad de comunidad de derecho y de acuerdo con su personalidad jurídica única, se ha dotado desde 1993 de un marco institucional único que funciona en régimen de democracia representativa cuya forma de gobierno es el comunitario. Como cualquier Estado, la UE dispone de un legislativo, un ejecutivo y un poder judicial independientes, todos respaldados y complementados por otros organismos e instituciones (administración comunitaria). Es así que en el funcionamiento y la estructura orgánica de la Unión se distinguen los que de acuerdo con la denominación que les otorgan los Tratados son, por este orden, las instituciones, los órganos y los organismos de la Unión.
Definido por el artículo 13 del Tratado de la Unión Europea, este marco institucional «tiene como finalidad promover sus valores, perseguir sus objetivos, defender sus intereses, los de sus ciudadanos y los de los Estados miembros, así como garantizar la coherencia, eficacia y continuidad de sus políticas y acciones». Su objetivo es que determinadas decisiones y actuaciones institucionales provengan de órganos de carácter supranacional cuya voluntad se aplica en el conjunto de los Estados miembros, que ceden parte de su soberanía a dichas instituciones europeas. Así, el marco institucional de la UE constituye la expresión concreta del principio de la unicidad institucional de esta unión supranacional.
Las normas y procedimientos que las instituciones deben seguir se establecen en los tratados negociados por el Consejo Europeo y en conferencias intergubernamentales y ratificados por los parlamentos nacionales de cada Estado. De esta forma, los documentos que en la actualidad definen la estructura institucional son el Tratado de la Unión Europea (TUE) y el Tratado de Funcionamiento de la Unión Europea (TFUE). Mientras el TFUE recoge básicamente los contenidos de los Tratados de Roma, por los que se creó la entonces Comunidad Económica Europea (CEE) en 1957, el TUE fue firmado en Maastricht en 1992, aunque posteriormente fue modificado —también el TFUE— por el Tratado de Ámsterdam (1997), el Tratado de Niza (2000) y, finalmente, el Tratado de Lisboa (2007), en vigor desde el 1 de diciembre de 2009.
Parlamento Europeo
El Parlamento Europeo, también conocido como Europarlamento, Eurocámara o Cámara Europea, es la institución parlamentaria que en la Unión Europea representa directamente a los ciudadanos europeos y que junto al Consejo de la Unión ejerce el poder legislativo en sistema bicameral de facto. Como órgano legislativo, se encarga de elegir y controlar al ejecutivo, la Comisión Europea, y de aprobar o rechazar los proyectos de ley que éste le proponga. Descrito como uno de los poderes legislativos más poderosos del mundo, el Parlamento Europeo está compuesto por 720 diputados que representan al segundo mayor electorado democrático del mundo (tras el Parlamento de la India) y el mayor electorado transnacional (más de 400 millones de votantes en 2019).
Comparte con el Consejo el poder legislativo y presupuestario, la aprobación (o rechazo) de los proyectos de ley presentados por la Comisión Europea. La Comisión Europea, la institución que ostenta el poder ejecutivo de la Unión, es responsable de rendir cuentas ante el Parlamento. En concreto, el Parlamento una vez constituida una nueva legislatura, elige por mayoría absoluta al presidente de la Comisión, aprueba (o rechaza) la designación del Colegio de Comisarios, e incluso puede destituirlo como órgano presentando una moción de censura.
Desde la fundación del Parlamento en 1952, sus competencias fueron ampliadas varias veces sobre todo a través del Tratado de Maastricht en 1993 y por el Tratado de Lisboa en 2009. Las elecciones al Parlamento Europeo por sufragio universal, directo y secreto se realizan cada cinco años desde 1979. Históricamente los dos principales grupos del Parlamento (juntos poseen al menos el 50 % del hemiciclo) han sido el Grupo del Partido Popular Europeo, compuesto por el Partido Popular Europeo (PPE), y el Grupo de la Alianza Progresista de Socialistas y Demócratas, compuesto por el Partido de los Socialistas Europeos (PSE).
El presidente del Parlamento Europeo se encarga de la dirección de los órganos y las actividades parlamentarias, presidiendo las deliberaciones y representando al Parlamento Europeo, tanto a nivel comunitario, como en las relaciones exteriores con Estados no comunitarios u organizaciones internacionales. Tiene un papel fundamental en la ordenación de los debates parlamentarios, dando la palabra, velando por el cumplimiento del Reglamento interno, y sometiendo los asuntos a votación, así como proclamando los correspondientes resultados. A nivel formal, su firma tiene especial trascendencia por conceder carácter ejecutivo a los presupuestos aprobados en segunda lectura. Igualmente, su firma, junto con la del presidente del Consejo de la Unión Europea, será indispensable para la correcta aprobación formal de un acto legislativo adoptado mediante el procedimiento legislativo ordinario (antigua codecisión). El presidente forma parte de La Mesa junto a catorce vicepresidentes y cinco cuestores en un órgano colegiado cuyas decisiones se adoptan por mayoría de sus miembros. La Mesa se encarga del gobierno interno del Parlamento, desempeñando multitud de funciones, entre las que cabe destacar la elaboración de las previsiones presupuestarias; la organización administrativa y financiera de la Cámara; y la organización de la Secretaría General, así como el nombramiento del secretario general.
Consejo de la Unión Europea
El Consejo de la Unión Europea, también conocido como Consejo de la Unión o simplemente Consejo, es una de las siete altas instituciones de la Unión Europea, en la que se encuentran representados los Estados de la Unión a través de representantes con rango ministerial, y a la que corresponden, junto con el Parlamento Europeo (sistema bicameral de facto), las funciones legislativa y presupuestaria. Ejerce funciones de definición, coordinación y ejecución de algunas políticas, trabajando mediante sus diez formaciones internas y en el Eurogrupo.
Las funciones del Consejo han evolucionado, al menos formalmente, de más a menos; si en un principio era la principal instancia decisoria de las Comunidades Europeas, hoy en día la evolución institucional de la Unión ha encuadrado y reducido sus funciones. Así, el Parlamento Europeo se ha venido revelando desde la entrada en vigor del Tratado de Maastricht como un actor de creciente importancia política como institución de control de las demás instituciones, órganos y organismos comunitarios y, sobre todo, como colegislador en igualdad de condiciones con el Consejo. Asimismo, la oficialización del Consejo Europeo, como órgano diferenciado del Consejo, que impuso el Tratado de Lisboa, han mermado formalmente sus funciones y poderes constitucionales en pro de aquel.
El Parlamento Europeo y el Consejo ejercen los poderes legislativos de la Unión Europea, en las condiciones y dentro de las competencias señaladas para esta en los Tratados. Sin la aprobación de uno y otro (en ocasiones, de uno u otro) las «leyes europeas» (estrictamente, los reglamentos, las directivas y otras decisiones de naturaleza legislativa) no pueden ser adoptadas válidamente. La mayoría de los actos legislativos de la Unión deben ser propuestos por la Comisión y aprobados por el Parlamento y el Consejo, de acuerdo con el procedimiento legislativo ordinario; pero no siempre es así, los Tratados establecen excepciones, actos legislativos cuya adopción se siguen procedimientos especiales. Estos últimos procedimientos suelen establecerse en beneficio del Consejo, y por tanto en perjuicio del Parlamento. El Consejo es, pues, un órgano colegislador con ciertas funciones políticas suplementarias. En ambos casos se pronuncia a iniciativa de la Comisión Europea, en la mecánica de lo que suele conocerse como «triángulo institucional» (Comisión, Consejo y Parlamento).
Consejo Europeo
El Consejo Europeo es una de las siete altas instituciones de la Unión Europea. Está integrada por los veintisiete jefes de Estado o de Gobierno de los Estados miembros, el presidente de la Comisión Europea, y el presidente del Consejo Europeo, que es quien preside las reuniones. Sus funciones son de orientación política y de jefatura de Estado colectiva simbólica, fijando las grandes directrices y objetivos de la Unión en los ámbitos más relevantes; la potestad legislativa le está expresamente vetada por los Tratados, esta potestad es de la Comisión Europea (iniciativa) y del Parlamento Europeo junto al Consejo de la Unión (aprobación o rechazo). 
En sus reuniones y trabajos también participa el alto representante de la Unión para Asuntos Exteriores y Política de Seguridad, aun no siendo miembro de pleno derecho. Su composición y la lógica de su funcionamiento lo convierten en un órgano de naturaleza predominantemente intergubernamental.
Sus reuniones, de carácter ordinariamente trimestral, se designan comúnmente como «cumbres europeas» o «reuniones en la cumbre» debido a la importancia de sus asistentes, pero desde la entrada en vigor del Tratado de Lisboa, el 1 de diciembre de 2009, el Consejo Europeo es una institución constitucional comunitaria de pleno Derecho y como tal debe actuar, al servicio del acuerdo e integración de los intereses nacionales con los comunitarios.
El edificio Europa de Bruselas, conocido popularmente como «El Huevo», es el centro de operaciones del Consejo Europeo y, entre otras funciones, sirve como claustro para las reuniones ministeriales y albergará también las oficinas de la presidencia de la institución. En la misma ciudad, el Consejo cuenta con oficinas en el edificio Justus Lipsius, sede también del Consejo de la Unión Europea.
Comisión Europea
| Presidencia: Ursula von der Leyen (Alemania) |                                               |
| Comisarios vicepresidentes - Cartera |                                               |
| Henna Virkkunen (Finlandia) | Soberanía Tecnológica, Seguridad y Democracia |
| Kaja Kallas (Estonia) | Asuntos Exteriores y Política de Seguridad    |
| Raffaele Fitto (Italia) | Cohesión y Reformas                           |
| Roxana Minzatu (Rumanía) | Personas, Habilidades y Preparación           |
| Stephane Séjourné (Francia) | Prosperidad y Estrategia Industrial           |
| Teresa Ribera (España) | Transición Limpia, Justa y Competitiva        |
| Otros comisarios Andrius Kubilius (Lituania): Defensa y Espacio Apostolos Tzitzikostas (Grecia): Transporte Sostenible y Turismo Christophe Hansen (Luxemburgo): Agricultura y Alimentación Costas Kadis (Chipre): Pesca y Océanos Dan Jørgensen (Dinamarca): Energía y Vivienda Dubravka Šuica (Croacia): Mediterráneo Ekaterina Zaharieva (Bulgaria): Startups, Investigación e Innovación Glenn Micallef (Malta): Equidad Intergeneracional, Juventud, Cultura y Deporte Hadja Lahbib (Bélgica): Preparación y Gestión de Crisis; Igualdad Piotr Serafin (Polonia): Presupuesto, Lucha contra el Fraude y Administración Pública Jessika Roswall (Suecia): Medio Ambiente, Resiliencia Hídrica y Economía Circular Competitiva Jozef Síkela (República Checa): Asociaciones Internacionales Magnus Brunner (Austria): Asuntos Internos y Migración María Luís Albuquerque (Portugal): Servicios Financieros y de la Unión de Ahorros e Inversiones Maroš Šefčovič (Eslovaquia): Comercio y Seguridad Económica; Relaciones Interinstitucionales y Transparencia Marta Kos (Eslovenia): Ampliación Michael McGrath (Irlanda): Democracia, Justicia y Estado de Derecho Olivér Várhelyi (Hungría): Salud y Bienestar Animal Valdis Dombrovskis (Letonia): Economía y Productividad; Implementación y Simplificación Wopke Hoekstra (Países Bajos): Clima, Cero Emisiones Netas y Crecimiento Limpio |                                               |

La Comisión Europea (CE), conocida también como «Ejecutivo comunitario», es una de las siete altas instituciones de la Unión Europea, la cual ostenta el poder ejecutivo y la iniciativa legislativa. Se encarga de elaborar y proponer leyes, tomar decisiones ejecutivas y dirigir la administración comunitaria. Opera de manera independiente a los gobiernos nacionales, representa y defiende los intereses de la Unión, y es responsable políticamente ante el Parlamento Europeo. Tiene su sede en la ciudad de Bruselas, Bélgica. La Comisión Von der Leyen II es el actual Colegio de Comisarios y lo preside la popular alemana Ursula von der Leyen.
Actúa de facto como un «Gobierno de Europa/de la Unión», y se compone de veintisiete miembros llamados comisarios, que a su vez ostentan cada uno una cartera. El Tratado de la Unión Europea establece un número de comisarios correspondiente a dos tercios del número de Estados miembros, a menos que el Consejo Europeo decida modificar dicho número. Sus miembros están obligados a representar los intereses de la UE, no los nacionales. El líder de la institución es el presidente de la Comisión, que es elegido por el Parlamento Europeo por mayoría absoluta de un candidato propuesto por el Consejo Europeo, en función de los resultados de las elecciones europeas. Los otros veintiséis miembros de la Comisión son elegidos por el presidente electo, a partir de propuestas de cada uno de los Estados. Cada comisario elegido y propuesto por el presidente electo, deberá pasar por una comisión jurídica del Parlamento. El presidente electo envía una propuesta final de formación de Colegio de Comisarios al Parlamento Europeo, donde el conjunto se somete a una última votación. 
La Comisión, en su misión de defender el interés común y general de la Unión, se encarga del pleno respeto a los Tratados por parte de todas las administraciones públicas (nacionales o comunitaria) y garantiza la correcta aplicación de la legislación derivada en todo el territorio de la Unión junto al Tribunal de Justicia.  
El término «Comisión» puede designar dos realidades no estrictamente idénticas. Así, puede hacer referencia, por una parte, al conjunto de miembros que la componen en sentido estricto, y que, constituidos en un Colegio de Comisarios, son los depositarios formales de sus poderes; por otra, al conjunto administrativo que los asiste, y que engloba a una oficina ejecutiva compuesta por más de 38 000 funcionarios. Este artículo empleará, preferentemente, el término en el primer sentido institucional apuntado, sin perjuicio de referir la actividad de la administración que dirige y en que se sostiene.
Direcciones Generales (DG) de la Comisión
Instituciones sin fines políticos
Además, de las ya mencionadas, el marco institucional de la Unión Europea cuenta con otras tres instituciones no políticas:
- El Tribunal de Justicia de la Unión Europea (TJUE) es una institución de la Unión Europea que cumple la función de órgano de control del Derecho comunitario europeo, y que se caracteriza por su naturaleza judicial y supranacional. Las sentencias del TJUE tienen carácter vinculante en los Estados miembros. Como ya se expuso en prontas sentencias (casos Costa vs. ENEL y Simmenthal)[157][158] el Tribunal de Justicia de la Unión Europea es el garante de un ordenamiento jurídico propio que se ve asistido y aplicado también por los sistemas jurídicos nacionales.[159]
- El Tribunal de Cuentas es el órgano fiscalizador de la Unión Europea. Supervisa la correcta administración de los fondos europeos, tanto en el nivel de sus Instituciones, órganos y organismos, como en el de los Estados miembros, cuando son estos los que los gestionan.[160]
- El Banco Central Europeo (BCE) es el banco central de la moneda única europea, el euro, y constituye el principal eje del Eurosistema. El BCE es parte integrante del Sistema Europeo de Bancos Centrales y está sometido a las disposiciones del Tratado de la Comunidad Europea y a sus Estatutos.[161]

### Agencias
Las agencias europeas son un tipo de organismos públicos especializados que se encargan de un aspecto específico (científico, económico, técnico, jurídico, de seguridad, militar o social), se encuentran subordinadas a cada uno de los departamentos ejecutivos de la Comisión Europea y al resto de la administración comunitaria. Entre sus funciones se encuentra la de ejercer directamente competencias comunitarias (ej: control de fronteras o de pesca) o proporcionar asistencia a los Estados y a los ciudadanos de la Unión en las áreas de su competencia.Sus sedes centrales están distribuidas por el territorio de la Unión y su estructura y funcionamiento viene regulada en sus estatutos legales en el momento en que se crean o modifican. 

### Partidos políticos europeos
Los partidos políticos europeos forman los grupos políticos en el Parlamento Europeo. No obstante, estos grupos no siempre corresponden totalmente con los partidos, ya que a menudo varios partidos políticos europeos forman un grupo conjunto (por ejemplo, el Partido Verde Europeo con la Alianza Libre Europea o el Partido ALDE con el Partido Demócrata Europeo) o miembros de un mismo partido político europeo pueden dividirse entre varios grupos (por ejemplo, los miembros de la Alianza Libre Europea o del Movimiento Político Cristiano Europeo). Además, en el Parlamento Europeo hay varios representantes de partidos nacionales que no forman parte de ningún partido político europeo oficial.

## Sistema legal

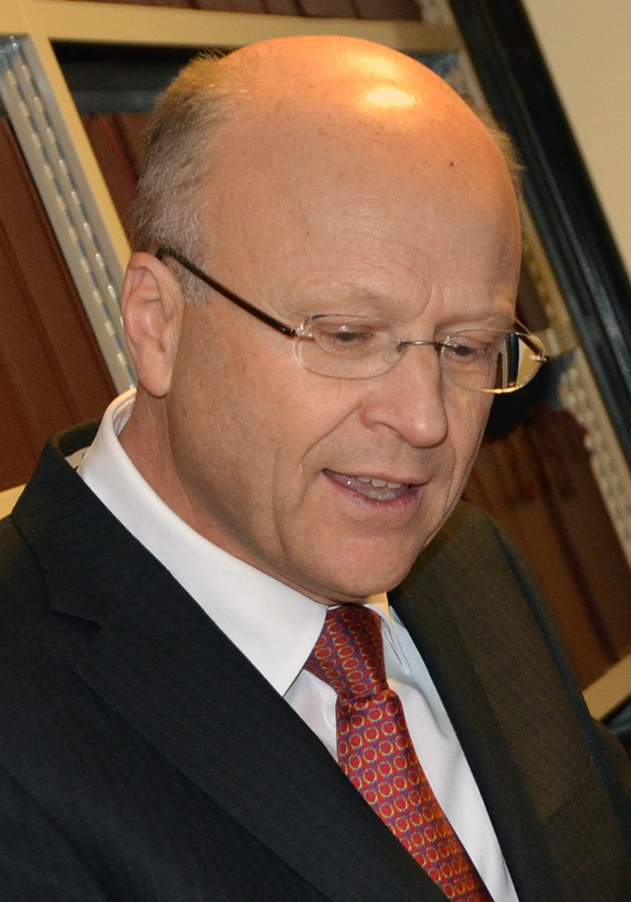
Koen Lenaerts, presidente del Tribunal de Justicia (TJUE).

Derecho originario
El derecho originario es aquel contenido en los diversos tratados que los Estados miembros suscriben, siendo las fuentes de mayor rango, y aquellas que posibilitan la aparición del derecho derivado, que está sometido al originario. Incluye por tanto:
- Los Tratados constitutivos/fundacionales: compuesto por el Tratada de la Unión (TUE), el Tratado de Funcionamiento (TFUE), la Carta de los Derechos Fundamentales (CDF) y el Tratado de la Comunidad Europea de la Energía Atómica (Tratado Euratom).
- Los Tratados modificativos y complementarios: son los tratados que han ido modificando o reemplazando a los fundacionales. Los más importantes fueron el Tratado de Fusión, el Acta Única Europea, y el Tratado de Maastricht, actualmente todavía vigente (aunque modificado, sucesivamente, por el Tratado de Ámsterdam, el Tratado de Niza y el Tratado de Lisboa). También se incluyen en esta categoría los Tratados de adhesión de cada uno de los Estados.

Derecho derivado

### Derechos fundamentales
La Carta de los Derechos Fundamentales de la Unión Europea es un documento en el que se recogen todos los derechos civiles, políticos, jurídicos, sociales y económicos de los habitantes y ciudadanos de la Unión Europea. Fue proclamada por el Parlamento Europeo, el Consejo y la Comisión el 7 de diciembre de 2000 en Niza. Es uno de los cuatro Tratados constitutivos de la Unión Europea.
Los derechos consagrados en este texto son la dignidad, la libertad, la igualdad, la solidaridad, la ciudadanía y la justicia, los cuales ya se recogen en el Convenio Europeo para la Protección de los Derechos Humanos, en la Carta Social Europea del Consejo de Europa, en la Carta Comunitaria de los Derechos Sociales Fundamentales de los Trabajadores, y a su vez en las propias constituciones de los Estados miembros de la Unión, así como en otros convenios internacionales que han firmado los Estados de la Unión Europea. 

## Asuntos de interior y migración

### Asuntos de interior

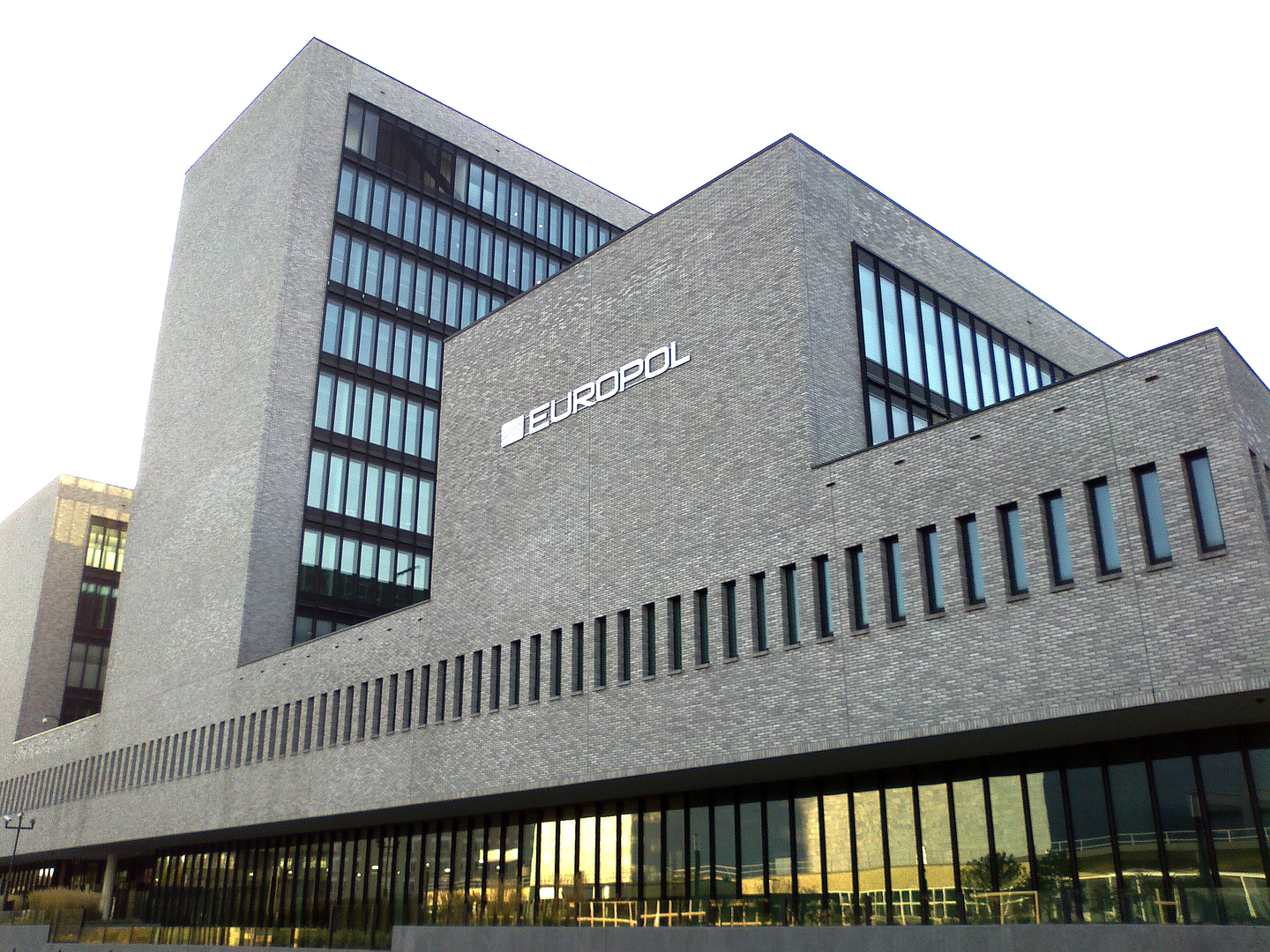
Sede de la Europol en La Haya.

El espacio de libertad, seguridad y justicia (ELSJ) es el nombre con el que se designa un conjunto de políticas y actuaciones que la administración gubernamental de la Unión Europea despliega para garantizar su seguridad, esencialmente dentro pero también fuera de sus fronteras, para lograr el objetivo de crear un área única entre sus Estados miembros donde se alcance un alto grado de cooperación y coordinación política, policial y judicial a nivel comunitario que facilite la seguridad interior, una justicia eficaz y una fuerte protección de las libertades públicas para sus ciudadanos.

### Migración y asilo
La libre circulación de personas, la inmigración y el asilo forman parte de los aspectos principales del espacio de libertad, seguridad y justicia de la Unión Europea.
La libertad de circulación es un derecho fundamental que asiste a los ciudadanos de la UE en virtud de los Tratados constitutivos. Se expresa por medio del espacio de libertad, seguridad y justicia exento de fronteras desde el punto al interior de la Unión. La supresión de las fronteras internas conlleva un refuerzo en la gestión de las fronteras exteriores de la Unión (con Frontex por ejemplo), así como la regularización de la entrada y la residencia de personas procedentes de países extracomunitarios por medio de medidas como la política común de asilo e inmigración, Así, el Pacto Europeo sobre Inmigración y Asilo constituye la base de las políticas de inmigración y asilo comunes para la Unión y sus Estados miembros.
Agencia Europea de la Guardia de Fronteras y Costas (Frontex)
La Agencia Europea de la Guardia de Fronteras y Costas (también conocida como Frontex, acrónimo de «Fronteras Exteriores») es una agencia de la Unión Europea encargada de apoyar la aplicación de las medidas de la Unión relacionadas con la gestión de las fronteras exteriores y la ejecución de las decisiones de retorno mediante el refuerzo, la evaluación y la coordinación de las acciones de los Estados miembros y mediante la prestación de asistencia técnica y operativa, para la ejecución de dichas medidas, así como en materia de retorno. Además, participa de la acción fronteriza de la UE en el marco de la denominada «responsabilidad compartida de la gestión europea integrada de las fronteras», junto con las autoridades nacionales encargadas de la gestión de las fronteras, incluidas las guardias costeras.
Frontex se creó en 2004. En 2016, el órgano se modernizó para convertirse en la Agencia Europea de la Guardia de Fronteras y Costas, y se ampliaron sus competencias. La agencia renovada comenzó a funcionar oficialmente el 6 de octubre de 2016 en el punto de control fronterizo Kapitan Andreevo (entre Bulgaria y Turquía).

## Relaciones internacionales y Defensa

La Comunidad Política Europea en 2022.

Las relaciones internacionales de la Unión Europea son las relaciones que tiene dicha organización con otros países u organizaciones internacionales, tanto en el campo político, como en los campos económico, comercial, militar, jurídico, geopolítico y geoestratégico. En su acción internacional la Unión desarrolla un conjunto de políticas, instrumentos y capacidades con los que proyecta su poder e influencia en el mundo. La acción exterior comprende diversas políticas interconectadas pero autónomas, elaboradas tanto por el departamento de Asuntos Exteriores de la Comisión como por el Consejo de Asuntos Exteriores, cuyo funcionamiento se estructura en torno a la Política Exterior y de Seguridad Común (PESC), de diseño principalmente intergubernamental, de dicha PESC deriva la Política Común de Seguridad y Defensa (PCSD), centrada en el ámbito militar y de inteligencia.
De acuerdo con los Tratados, la acción exterior de la Unión (y por lo tanto todas sus relaciones internacionales y, en general, la entera dimensión exterior de sus actividades) se fundamenta y se construye desde el respeto a los principios y ordenada a los objetivos constitucionales contenidos en los artículos 21 y 22 del Tratado de la Unión.
En el diseño, desarrollo y aplicación de la acción exterior de la Unión en su conjunto, que se articulan desde el marco institucional único de la misma, intervienen, con distinto grado de participación, todas las instituciones comunitarias, si bien es preciso adelantar que, de acuerdo con la base jurídica en torno a la cual se articule cada actividad, resalta la preponderancia de dos de ellas, al menos en su fase ejecutiva: el Consejo, para lo relativo a la política exterior y de seguridad común, y la Comisión, para todos los demás ámbitos de la acción exterior. Existen además una institución, el Consejo Europeo, y dos órganos, el Alto Representante de la Unión para Asuntos Exteriores y Política de Seguridad (AR) y el Servicio Europeo de Acción Exterior (SEAE), implicados en la definición y orientación, y además, en el caso del AR y el SEAE, en el desarrollo y la ejecución de la acción exterior de la Unión. El Parlamento Europeo se halla asociado en todo momento a la acción exterior en su conjunto, si bien en la política exterior y de seguridad común su posición no es vinculante.
Desde sus inicios en los años 1950, la UE ha ganado progresivamente influencia en la escena internacional. Su ámbito de acciones se limitaba al comienzo a la esfera económica, pero tras las sucesivas ampliaciones y tratados que modificaron la naturaleza de la unión, fue adquiriendo un peso mayor en la diplomacia y en las relaciones internacionales en general. Esta condición se ha visto incrementada tras el Tratado de Maastricht, que constituyó a la Unión Europea como tal, oficializando su vocación de unidad política.
Paulatinamente la Unión ha unificado la postura del bloque en la política internacional. La UE celebra cumbres periódicas bilaterales con Japón, Rusia, la República Popular China, India, Estados Unidos y Canadá. También sostiene diálogos regionales con los países de Asia, Oriente Medio, el Mediterráneo y Latinoamérica, también mantiene intensas relaciones con los países candidatos a la adhesión como Turquía. Además en los últimos años la UE, a través de la Comisión Europea, ha ganado mayor representación en organismos como el G7 o el G20, a través del Alto Representante, aunque los Estados miembros se representan en la Organización Mundial del Comercio a través de su comisario comercial. Adicionalmente puede hablarse de un eje central en la política exterior de la Unión, el llamado "Eje franco-alemán", conformado hace más de cincuenta años y al que adhieren periódicamente unos y otros países europeos.
Comunidad Política Europea

### Política común de seguridad y defensa

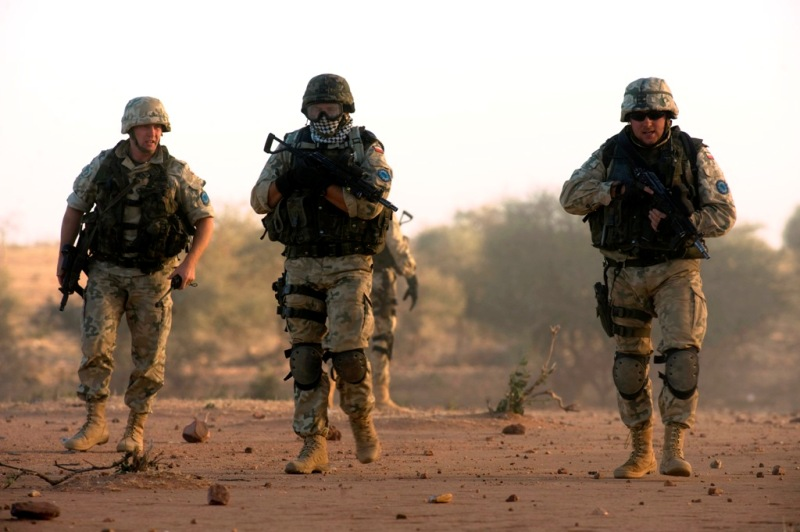
Soldados polacos de la EUFOR en una misión en el Chad en 2009

| La Brújula Estratégica indica las cuatro direcciones en las que se debería avanzar |  |                      |
| \| Resiliencia \| Resiliencia \| Resiliencia \| \| Gestión de crisis \| \| Capacidad de defensa \| \| Asociaciones con aliados \| Asociaciones con aliados \| Asociaciones con aliados \| \| ------------------------ \| ------------------------ \| ------------------------ \| |  |                      |
| Resiliencia |  |                      |
| Gestión de crisis |  | Capacidad de defensa |
| Asociaciones con aliados |  |                      |

La Política Común de Seguridad y Defensa (PCSD, anteriormente Política Europea de Seguridad y Defensa, PESD) es la actuación planificada en el seno del Consejo de la Unión Europea, así como su diseño estratégico, que la Unión despliega de manera autónoma en el ámbito militar y de la defensa. La PCSD forma parte de la Política Exterior y de Seguridad Común (PESC), en cuya estructura jurídica, administrativa, estratégica y política se integra. Asume sus mismos principios y objetivos (aplicados al terreno político específico de la defensa), y se sitúa bajo la misma autoridad jerárquica y operativa superior, la del Alto Representante de la Unión para Asuntos Exteriores y Política de Seguridad (AR). Como tal rama de la PESC, la PCSD es parte asimismo de la acción exterior de la Unión.
La PCSD se desarrolla en el Tratado de la Unión Europea (TUE), Título V, Sección 2. El Tratado de Ámsterdam (de 1999 instituyó la PESD, la vertiente operativa armada de la PESC, con la que se abría la posibilidad de crear posteriormente una estructura común de defensa, que «podrá conducir a una defensa común». No obstante, la UE sigue trabajando desde el ámbito de la intergobernabilidad en esta área, es decir, no de modo comunitario sino a través de la cooperación voluntaria de cada Estado miembro de la Unión. Sin embargo, la entrada en vigor del Tratado de Lisboa —que rebautizó esta política con el nombre de Política Común de Seguridad y Defensa— reforzó sus capacidades y sus instrumentos de actuación al abrir la posibilidad de establecer una Cooperación estructurada permanente (CEP) entre los Estados miembros más dispuestos en materia de armamento y capacidades defensivas. Este mecanismo de “Dos velocidades” se realiza a través de la Agencia Europea de Defensa (AED), que tiene como misión promover una política de defensa común y armonizar las políticas militares y de seguridad y defensa. La AED está compuesta por todos los Estados miembros y contó con un presupuesto de alrededor de 33 millones de euros en 2021.
Asimismo, el TUE establece la alineación de la PCSD con la Organización del Tratado del Atlántico Norte (OTAN), por lo que los compromisos y la cooperación en este ámbito se ajustán a los compromisos adquiridos en el marco de la organización transatlántica que, para los Estados miembros que forman parte de la misma, es el fundamento de su defensa colectiva y el organismo de ejecución de esta (Art. 42.7). El tratado también institucionaliza la militarización de los Estados miembros en cuanto que afirma que «los Estados miembros se comprometen a mejorar progresivamente sus capacidades militares». En ese sentido, se promueve la CEP que pretende impulsar el desarrollo de la industria y la tecnología armamentista y la cooperación del negocio de las armas a nivel comunitario. Adicionalmente, en marzo de 2022 se aprobó la Brújula Estratégica, promovida por el AR Josep Borrell.
Es la política de defensa un ámbito que, por su vinculación con el llamado "núcleo duro" de la soberanía nacional, ha resultado de compleja activación en el ámbito común, a pesar de haber sido una de las áreas que primero se persiguió unificar en los inicios de la construcción europea, a través de la fracasada Comunidad Europea de Defensa. Sin embargo, el relanzamiento que se produjo posteriormente ha procurado gestionarse a través de misiones concretas y limitadas temporal y logísticamente, el Consejo fue extendiendo una red de aplicaciones e intereses de naturaleza militar en determinados ámbitos geográficos, aquellos en que una actuación común era conveniente internacionalmente y acorde, internamente, con una política común exterior europea. Este ha sido el caso de las más de 35 misiones llevadas a cabo por la PCSD desde 2003.

### Cooperación al desarrollo
En otro apartado, la ayuda al desarrollo de la UE —sumando las instituciones europeas y cada uno de los Estados miembros— se ha alineado tradicionalmente con los principios del desarrollo humano y sostenible. Sin embargo, estos paradigmas han interactuado también con la creciente presencia de objetivos geopolíticos.

La Dirección General de Protección Civil y Operaciones de Ayuda Humanitaria Europeas (acrónimo DG ECHO, por sus siglas en inglés), anteriormente "Agencia Europea de Ayuda Humanitaria", y denominado también EU Aid, es un departamento de la Comisión Europea encargado de la protección civil en la Unión y la ayuda humanitaria en el extranjero. Su propósito es preservar y salvar vidas, prevenir el sufrimiento humano, aliviarlo cuando se produce y salvaguardar la integridad y la dignidad de poblaciones afectadas por desastres naturales y crisis causadas por el hombre (guerras por ejemplo). No debe confundirse con la ayuda al desarrollo. Desde septiembre de 2024, Hadja Lahbib es la comisaria de Gestión de Crisis.

## Economía y políticas comunitarias

### Economía

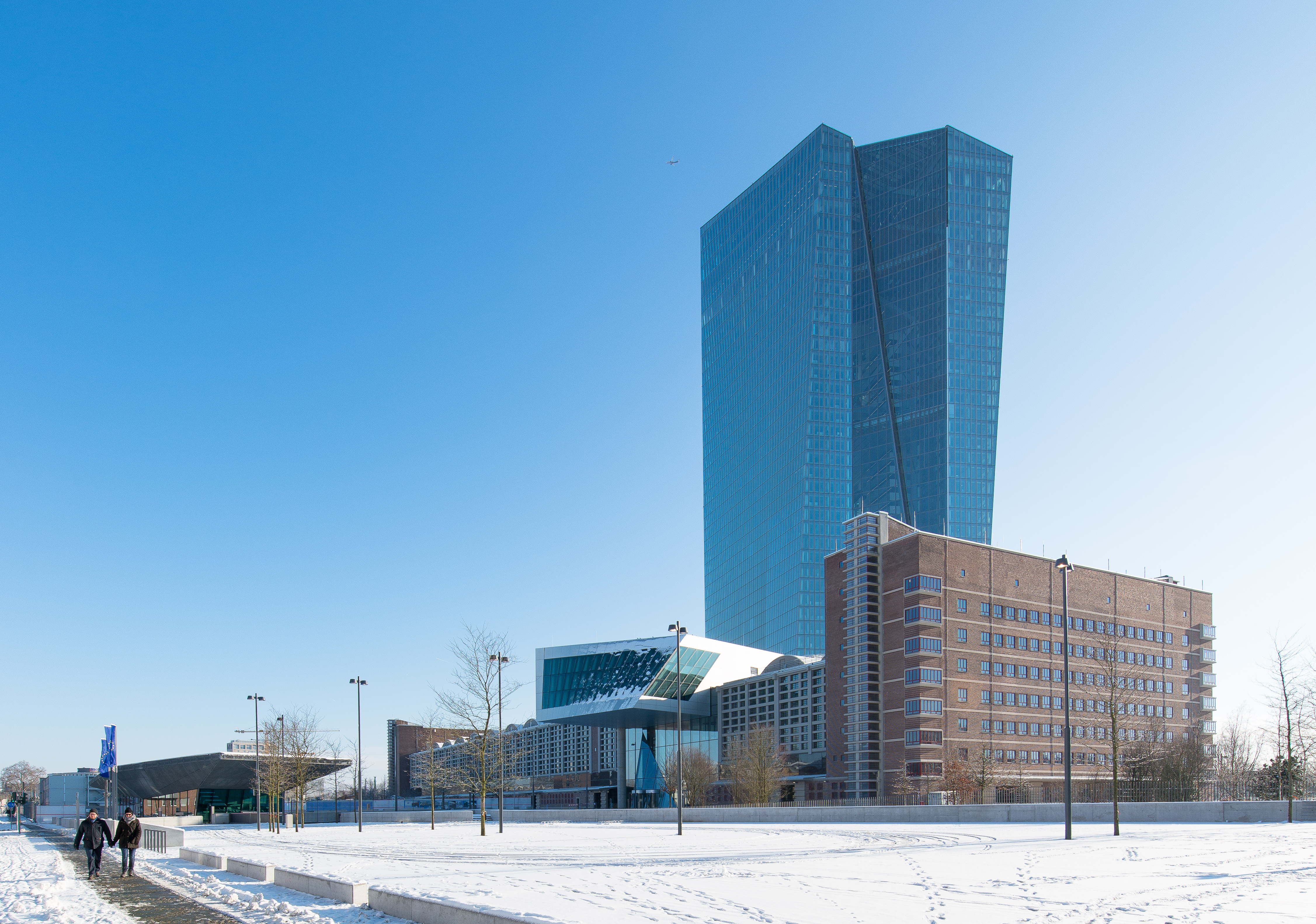

La economía de la Unión Europea (UE) es la tercera más grande del mundo en términos nominales —detrás de Estados Unidos y China— y según la paridad de poder adquisitivo —detrás de China y Estados Unidos—. El PIB nominal de la UE se estimó USD 16,613 billones en 2022, lo que representaba el 14,8 % de la economía global. Según el Banco Mundial, el PIB per cápita fue de 46 564 dólares internacionales en 2019, comparado con los 65 297 en los Estados Unidos, 43 235 en Japón y 16 829 en China. La economía de la Unión consiste en su Mercado Único de economía mixta basada en el libre mercado, así como en su Unión Económica y Monetaria (UEM), y en unos modelos sociales avanzados que incluyen el Estado del bienestar más desarrollado del mundo. 
La UE está representada como una entidad unificada en la Organización Mundial del Comercio (OMC), el G-20 y el G-7. Desde 2020, China es el principal socio comercial de la Unión en materia de bienes, seguida por los Estados Unidos (EE. UU.) y el Reino Unido. Por lo que se refiere al comercio de servicios, los EE. UU. son el principal socio comercial de la UE, seguidos por el Reino Unido y el resto del Espacio Económico Europeo. En materia de inversión extranjera directa, en 2019 la UE fue el principal proveedor y el principal destino a nivel mundial.
El euro, es la moneda de la eurozona, formada por 20 de los 27 Estados de la Unión. En 2020, la cuota del euro en los pagos mundiales se situó en el 38 % (a la par que el dólar estadounidense). Además, a mediados del mismo año, la proporción del euro en las reservas de divisas ascendía a alrededor del 20 %, mientras que el dólar estadounidense se situaba en torno al 60 %. Por su parte, Euronext es la bolsa de valores más importante de la eurozona.
Unión Económica y Monetaria
La Unión Económica y Monetaria (UEM) de la Unión Europea (UE) es un grupo de políticas destinadas a hacer converger las economías de los Estados miembros de la Unión Europea en tres etapas.
Hay tres etapas de la UEM, cada una de las cuales consiste en una integración económica cada vez más estrecha. Sólo una vez que un Estado participa en la tercera etapa se le permite adoptar el euro como moneda oficial. Como tal, la tercera etapa es en gran medida sinónimo de la eurozona. Los criterios de convergencia del euro son el conjunto de requisitos que deben cumplirse para que un país sea aprobado para participar en la tercera etapa. Un elemento importante de esto es la participación durante un mínimo de dos años en el Mecanismo Europeo de Tipos de Cambio ("MTC II"), en el que las monedas candidatas demuestran convergencia económica manteniendo una desviación limitada de su tipo objetivo frente al euro.
Las políticas de la UEM cubren a todos los Estados miembros de la Unión Europea. Todos los nuevos Estados miembros de la UE deben comprometerse a participar en la tercera etapa en sus tratados de adhesión y están obligados a ingresar a la tercera etapa una vez que cumplan con todos los criterios de convergencia. Veinte Estados miembros de la UE han entrado en la tercera etapa y han adoptado el euro como moneda. Dinamarca, cuya membresía en la UE es anterior a la introducción del euro, tiene una opción legal de exclusión de los Tratados de la UE y, por lo tanto, no está obligada a ingresar a la tercera etapa.
Unión Aduanera y Mercado Único
La Unión Aduanera de la Unión Europea (EUCU, por sus siglas en inglés) es una unión aduanera entre todos los Estados miembros de la Unión Europea y cinco países no miembros. A diferencia de la zona de libre comercio tradicional, los miembros de esta unión aduanera imponen una tarifa única a las mercancías exteriores que entran a la Unión. Gracias a esta unión los Estados de la UE le ceden a las instituciones europeas la negociación y aprobación de los tratados/acuerdos comerciales internacionales con otros países y organizaciones. Esta unión aduanera permite también aplicar una única normativa de entrada, a personas y bienes/productos, aplicando por ejemplo, controles sanitarios a alimentos o animales que vengan del exterior.
El Mercado Único Europeo, es el mercado interior de la Unión Europea donde circulan libremente los bienes, servicios, capitales, las personas y, en su interior, los ciudadanos de la Unión pueden residir, trabajar, estudiar o hacer negocios con total libertad. Es uno de los instrumentos de integración social y económica de la Unión, del cual derivan, entre otros, la Unión Económica y Monetaria. Es parte fundamental de la economía de la Unión Europea.
Los países miembros de la AELC (excepto Suiza) participan en este mercado interior gracias al Espacio Económico Europeo (EEE), un acuerdo comercial entre la Unión Europea y los países de la AELC.
Unión bancaria
La unión bancaria en la Unión Europea es la transferencia de la responsabilidad relativa a la política bancaria de un nivel nacional/estatal a uno supranacional por varios Estados miembros de la Unión Europea, iniciada en 2012 como respuesta a la crisis del euro. La motivación detrás de la unión bancaria hay que encontrarla en la fragilidad de numerosos bancos de la Eurozona y la identificación de un círculo vicioso entre las condiciones crediticias de esos bancos y la solvencia soberana de sus respectivos países de origen. En varios Estados, la deuda privada surgida a raíz del boom inmobiliario se transformó en deuda pública debido al rescate del sistema financiero y las respuestas de los Gobiernos a la ralentización económica posterior. La unión bancaria se ideó como una respuesta política para romper este círculo vicioso.
Presupuesto de la Unión
El presupuesto anual de la Unión Europea es la previsión normativa y vinculante de todos los ingresos y todos los gastos de la administración comunitaria y los programas de estos en el período de un año. Lo elabora, propone y gestiona anualmente la Dirección General de Presupuesto de la Comisión con el fin de ordenar y regular las cuentas públicas de la Unión para el año siguiente, computado desde el 1 de enero hasta el 31 de diciembre. Si bien ha ido aumentando a lo largo del tiempo, actualmente su límite está fijado en el 1,27 % del PIB de la Unión. El presupuesto anual se fija dentro del marco financiero plurianual (MFP) previamente establecido para un período no inferior a cinco años (actualmente 7 años).
Dado que la administración de la Unión Europea conforman una entidad política y jurídicamente distinta e independiente de los Estados que componen la Unión, está llamada asimismo a gestionar de forma autónoma e independiente los medios de ingreso, gasto y gestión financiera propios, dirigidos a sostener e impulsar las políticas comunes de la Unión. Así, por ejemplo, para hacer frente a sus necesidades financieras en 2020, la UE dispuso de un presupuesto de 172 500 millones de euros en compromisos, y 155 400 millones de euros en pagos. En abril de ese año, el Consejo adoptó rectificaciones destinadas a proporcionar ayuda adicional: se destinaron 3100 millones de euros a la lucha contra la Pandemia de enfermedad por coronavirus y 350 millones más para ayudar a Grecia en su respuesta al incremento de la presión migratoria.
La preparación y aprobación del presupuesto se llevan a cabo mediante un proceso legislativo de carácter especial, que involucra a diversas instituciones comunitarias, entre ellas la Comisión Europea, encargada de presentar el proyecto y ejecutar el presupuesto, y el Parlamento Europeo con el Consejo, que ejercen la función de aprobar o rechazar el proyecto presupuestario presentado por la Comisión. Los mecanismos jurídicos e institucionales que dan vida, sostienen y culminan los presupuestos conforman el llamado procedimiento presupuestario según lo establecido en el artículo 314 del Tratado de Funcionamiento de la Unión Europea.
La UE se nutre de los recursos que le transfieren los Estados miembros y que le corresponden por derecho, los conocidos como recursos propios, los cuales provienen fundamentalmente de las exacciones agrícolas, de los derechos de aduanas, de una cuota sobre el IVA y de una cuota en relación con el PIB. Mientras que el resto de recursos tienen fundamentalmente un carácter testimonial, ya que suponen solo un 1 % de los ingresos de la Unión, como son las multas impuestas por la Comisión Europea o el excedente positivo, si hay, del año anterior.
Comercio internacional
La UE es miembro de la Organización Mundial del Comercio (OMC) desde el 1 de enero de 1995, y a su vez, los 27 Estados miembros de la Unión son miembros de la OMC. Es importante destacar que la UE es la primera potencia comercial del planeta, ya que representa más del 20% del comercio internacional (importaciones y exportaciones). En su interior, Alemania tiene el mayor mercado de la Unión atendiendo a su PIB.
La UE es el principal socio comercial de Rusia, la mayoría de países africanos, los países europeos no pertenecientes a la UE y, a partir de 2005, también de la República Popular China, con la que las transacciones superan los 100 000 millones de euros al año.

### Políticas comunitarias
La siguiente sección expone solo algunos de lo ámbitos, políticas y acciones que la Unión desempeña y legisla en virtud de sus competencias:
Libre competencia
El comisario de Competencia es el miembro de la Comisión Europea que está encargado de velar  por la libre competencia económica y empresarial en el Mercado Único, a través de la vigilancia en el riguroso cumplimiento por los agentes económicos de las normas que la regulan, y también por medio de la función sancionadora, si es preciso. Para todo ello se sirve de los servicios de la Dirección General de Competencia.
La UE opera una política de competencia destinada a garantizar una sana competencia económica y empresarial en el mercado único. La Comisión como regulador de la competencia en dicho mercado, es responsable de aprobar fusiones, desmontar carteles y busca la liberalización económica y la prevención de las ayudas estatales.
El Comisario de Competencia ocupa una de las posiciones más poderosas de la Comisión, que destaca por la capacidad de afectar los intereses comerciales de las corporaciones transnacionales. Por ejemplo, en 2001 la Comisión por primera vez impidió un fusión entre dos empresas con sede en los Estados Unidos (GE y Honeywell), que ya había sido aprobado por la autoridad nacional. Otro caso de alto perfil dio lugar a que la Comisión multara a Microsoft en más de € 777 millones tras nueve años de acción legal.
Política fiscal
Políticas regionales de la Unión
La política regional de la Unión Europea es la principal política de inversiones regionales y sociales y tiene como objetivo reducir las disparidades socioeconómicas y territoriales que existen entre las regiones de la Unión. Esta política cubre todas las regiones europeas, aunque estas regiones pertenecen a diferentes categorías, dependiendo mayoritariamente de su situación económica.
Más de un tercio del presupuesto de la UE está dedicado a esta política, que persigue eliminar disparidades económicas, sociales y territoriales dentro de la UE, reestructurar las áreas con declive industrial y diversificar las áreas rurales que tienen una agricultura en declive. En hacer esto, la política regional de la UE está orientada en hacer las regiones más competitivas, fomentando el crecimiento económico y la creación de puestos de trabajo. La política también tiene un papel en objetivos más amplios de cara el futuro, incluido el cambio climático, el abastecimiento energético y la globalización.
La ampliación más importante de la UE tuvo lugar en mayo de 2004 con diez nuevos Estados miembros, en su mayoría procedentes de Europa Central u Oriental, seguida por la adhesión de Bulgaria y Rumanía en enero de 2007. La mayoría de estos países eran más pobres en ese momento que los miembros pretéritos y esto significó una reducción de la renta per cápita media de la UE, lo cual hizo que algunas regiones de la anterior UE-15 ya no puedan optar a la ayuda financiera comunitaria, ya que la mayoría de las regiones de los nuevos Estados miembros cumplen los requisitos para recibir dichos fondos.
Energía
La estrategia energética de la Unión Europea es el conjunto de políticas comunes y actuaciones emanadas desde la Comisión, el Consejo y el Parlamento, recogidas en los Tratados y ratificadas por los Estados miembros para actuar sobre la cantidad, coste y disponibilidad de las distintas fuentes de energía, con una especial consideración a la preservación del medioambiente, a la seguridad en el abastecimiento y a la autonomía estratégica.
La UE ha tenido el poder legislativo en el ámbito de la política energética a lo largo de su existencia, teniendo sus raíces en la originaria Comunidad Europea del Carbón y del Acero. La introducción de una política obligatoria e integral de la energía fue aprobada en la reunión del Consejo Europeo en octubre de 2005, y el borrador de la política fue publicado en enero de 2007.
La Comisión tiene cinco puntos clave en su política energética: aumentar la competencia en el mercado interior, fomentar la inversión y aumentar las interconexiones entre las redes de electricidad, diversificar las fuentes de energía con mejores sistemas para responder a una crisis, establecer un nuevo marco para la cooperación energética con Rusia, al tiempo que pretende mejorar las relaciones con los estados ricos en energía de Asia Central y del Norte de África, el uso de las fuentes de energía existentes de manera más eficiente y el aumento del uso de las energías renovables y, finalmente, aumentar la financiación de nuevas tecnologías energéticas.
Infraestructuras
Las infraestructuras de la Unión Europea son un factor clave para facilitar la actividad económica en y entre, sus Estados miembros. El proceso de integración económica y política llevada a cabo en la UE y la cooperación entre sus Estados miembros se ven representados en el desarrollo de las infraestructuras comunitarias y de cada estado a través de los diferentes programas puestos en marcha por la Comisión Europea (CE).
La Red Transeuropea de Ferrocarril, constituye el primer paso, dentro de los previstos en el programa de acción adoptado por la Comisión, para la gestión de un espacio ferroviario europeo único, integrado desde el punto de vista jurídico y tecnológico, para revitalizar el ferrocarril y descongestionar el sector de los transportes en la UE. Dicho espacio se encuentra regulado por la Directiva 2012/34/UE, del Parlamento Europeo y del Consejo, de 21 de noviembre de 2012 por la que se establece un espacio ferroviario europeo único, que establece que la validez de una licencia se extenderá al conjunto del territorio de la UE, previéndose que la revisión de licencia se llevará a cabo al menos cada cinco años. La UE trabaja para mejorar sus infraestructuras transfronterizas, por ejemplo a través de las redes transeuropeas (RTE). Los proyectos de las RTE incluyen el túnel del Canal, el corredor Mediterráneo, el LGV Est, el túnel ferroviario de Fréjus, el puente de Oresund y el túnel de base del Brennero. En 2001, se calculó que en 2010 la red comprendería 75 200 kilómetros de carreteras, 78 000 kilómetros de vías de ferrocarril, 330 aeropuertos, 270 puertos marítimos y 210 puertos interiores.
El sistema RailnetEurope, permite resolver todas las gestiones necesarias para la realización del tráfico ferroviario entre los países de la UE. Por su parte la Red Transeuropea de Ferrocarril de Alta Velocidad, tiene por objeto materializar la interoperabilidad de la red europea de trenes de alta velocidad (por ejemplo: TGV, ICE, Transrapid, AVE) en las distintas fases de diseño, construcción, puesta en servicio progresiva y explotación.
Aunque no se puede hablar de una red portuaria integrada dentro de la UE, los diferentes Estados de la Unión poseen algunos de los más importantes puertos marítimos y fluviales del mundo. Entre los puertos marítimos el más importante es el de Róterdam. Por su parte el puerto de Hamburgo presenta un fuerte atractivo para el tráfico de mercancías al interior de la UE e incluso es la base desde de la que se llevan la mayoría de mercancías provenientes de la República Popular China hacia Rusia y la UE. Asimismo, los puertos de Amberes (Bélgica), Róterdam (Países Bajos) y Vigo (España) son los primeros puertos mundiales en cuanto a volumen de pesca se refiere.
Agricultura
La Política Agrícola Común (PAC), llamada a veces Política Agraria Común, es una de las políticas principales que la Comisión Europea elabora y ejecuta junto a los Estados miembros, siendo el principal instrumento regulador en el ámbito de la agricultura en toda la Unión Europea. Ejecutada por el comisario europeo de Agricultura y gestionada por la Dirección General de Agricultura y Desarrollo Rural  (DG AGRI) de la Comisión. Hasta hace poco, operaba mediante un sistema de subsidios y de intervención en el mercado; hasta la década de 1990 la política representaba el 60 % del presupuesto anual de la Unión Europea, y hoy en día aún representa el 40 %.
Pesca
La Política Pesquera Común (PPC) es la política pesquera de la Unión Europea. Establece cuotas para limitar la cantidad de pescado de cada especie que las flotas pesqueras europeas pueden capturar. En 2004 tuvo un presupuesto de 931 millones de euros, aproximadamente el 0,75% del presupuesto de la Unión Europea.
Forma parte integrante de la política agrícola común.
Mercancías

## Ciencia y tecnología

### Ciencia

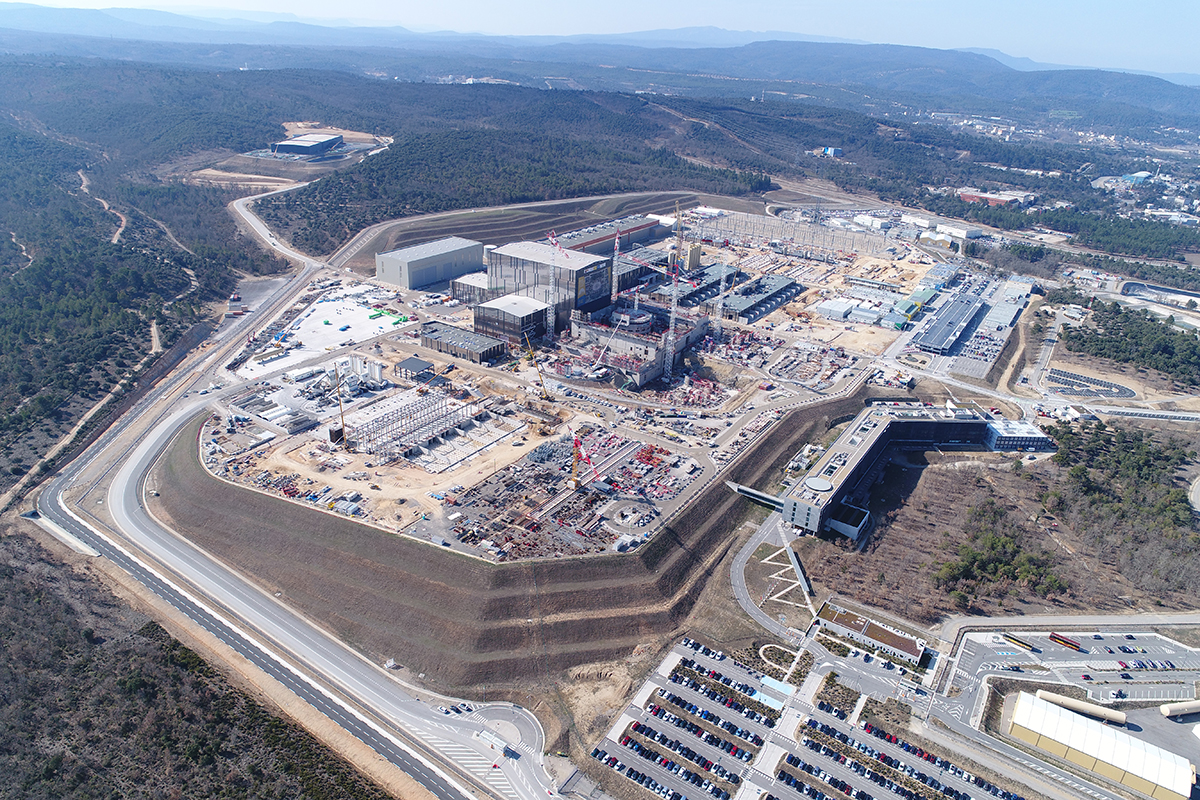
Vista aérea del sitio del ITER durante su construcción. El ITER es el mayor proyecto científico asociativo del mundo y reúne a China, Corea del Sur, India, Japón, Estados Unidos, Rusia y la Unión Europea.

La política europea de investigación y desarrollo tecnológico (IDT) forma parte de las actuaciones y políticas que elabora la Comisión Europea en virtud de los primeros Tratados comunitarios en los años 1950. A partir del Acta Única Europea (1986) el objetivo de esta política ha sido fortalecer las bases científicas y tecnológicas de la industria de la UE e incrementar su competitividad a escala mundial. 
Su base jurídica reposa en los artículos 179 a 190 del Tratado de Funcionamiento de la Unión Europea (TFUE). Así el artículo 179 especifica que «la Unión tendrá por objetivo fortalecer sus bases científicas y tecnológicas mediante la realización de un espacio europeo de investigación en el que los investigadores, los conocimientos científicos y las tecnologías circulen libremente».

### Tecnología
Década Digital 2030 es un programa político de la Comisión Europea (Comisión Von der Leyen) para coordinar el desarrollo del mundo digital en la Unión Europea hasta 2030. Esta declaración establece objetivos, así como los medios para lograros y organiza la interacción de los Estados miembros, en colaboración con el Consejo, la Comisión y el Parlamento Europeo, para dar forma a sus políticas digitales en cuatro áreas: mejora de las habilidades digitales de los ciudadanos; impulso a la adopción de nuevas tecnologías —inteligencia artificial, los datos, la computación en la nube, etc— en las empresas radicadas en la Unión; avance en conectividad, informática e infraestructura de datos, y disponibilidad de los servicios públicos digitales. El programa también crea un marco para el desarrollo de proyectos multinacionales que busca unir fuerzas entre los Estados miembros para lograr sus iniciativas digitales.

## Medio ambiente
La política medioambiental de la Unión Europea es un ámbito en el que dicha organización tiene competencias. La Unión cuenta con una de las legislaciones climáticas y medioambientales más estrictas del mundo, la cual se introdujo después de estar varias décadas estudiando los principales problemas medioambientales existentes en la Unión. Las actividades prioritarias en relación con el medio ambiente se enfocan en la lucha contra el cambio climático (leyes sobre emisiones y estrategia energética comunitaria), mantener la biodiversidad (Red Natura 2000, Lugares de Importancia Comunitaria (LIC), Zonas Especiales de Conservación, etc), reducir los problemas de salud derivados de la contaminación y el uso de los recursos naturales de manera más responsable. De esta forma, lo que se persigue con estas políticas es la protección del medio natural, de una manera que se contribuya al crecimiento económico, impulsando la innovación y la empresa. La Unión Europea ha puesto en marcha a través de un libro de medidas, un paquete ambicioso que marque su propio liderazgo en la preparación para un acuerdo mundial. En ese sentido, se ha convertido en la primera potencia mundial que adopta objetivos jurídicos vinculantes de tal alcance en materia de clima y energía.
Según las instituciones comunitarias, su política medioambiental se basa en “los principios de cautela, prevención, corrección de la contaminación en su fuente y «quien contamina paga»”. En este sentido los programas plurianuales en materia de medioambiental fijan el marco de acción en todos los ámbitos políticos relativos que luego se integran en estrategias horizontales y se tienen en cuenta en las negociaciones internacionales relacionadas.
Esta política europea se remonta 1972 cuando el Consejo Europeo (tras la Cumbre de la Tierra de Estocolmo) reconoció la necesidad de establecer una política medioambiental que acompañara la expansión económica. Ya en 1987, mediante el Acta Única Europea, se introdujo un título sobre medio ambiente, que constituyó la primera base jurídica para una política común en la materia, con el objetivo de proteger la salud humana y garantizar la adecuada gestión de los recursos naturales. Posteriormente con el Tratado de Maastricht, el ámbito medioambiental se convirtió en un ámbito oficial de la política comunitaria, se introdujo el procedimiento de codecisión y el Consejo institunializó la votación por mayoría cualificada. En 1999 el Tratado de Ámsterdam integró la obligación de integrar la protección medioambiental en todas las políticas de la UE para promover el desarrollo sostenible. Con el Tratado de Lisboa, la «lucha contra el cambio climático» pasó a ser un objetivo comunitario específico en las relaciones con terceros países, al igual que el desarrollo sostenible.
Una acción destacada dentro de esta política medioambiental es la red Natura 2000, una red ecológica europea de áreas de conservación de la biodiversidad. Consta de Zonas Especiales de Conservación designadas de acuerdo con la Directiva Hábitat, así como de Zonas de Especial Protección para las Aves (ZEPA) establecidas en virtud de la Directiva de Aves. Su finalidad es asegurar la supervivencia a largo plazo de las especies y los hábitats más amenazados de Europa, contribuyendo a detener la pérdida de biodiversidad ocasionada por el impacto adverso de las actividades humanas. Es el principal instrumento para la conservación de la naturaleza en la Unión Europea.

## Educación
Las políticas e iniciativas educativas de la Unión Europea son las acciones desempeñadas por Comisión Europea como apoyo a los Estados miembros ya que dentro de la organización cada país es responsable de su propio sistema educativo, dichas políticas tienen el objetivo de armonizar y cohesionar los diferentes sistemas educativos. En ese contexto, la Comisión ofrece un “foro de cooperación entre países” que oficialmente busca una mayor coherencia de las políticas educativas nacionales. Así mismo, la Comisión financia varias iniciativas de apoyo a la educación que van desde el reconocimiento de las cualificaciones en otros países hasta el fomento de experiencias.
Espacio Europeo de Educación Superior
El Espacio Europeo de Educación Superior es un ámbito de organización educativo iniciado en 1999 con el Proceso de Bolonia que quiere armonizar los distintos sistemas educativos de la Unión Europea y proporcionar una forma eficaz de intercambio entre todos los estudiantes, así como dotar de una dimensión y de una agilidad sin precedentes al proceso de cambio emprendido por las universidades europeas. Se integran actualmente en el EEES aparte de los 27 países de la UE otros como Rusia y Turquía hasta llegar a la cifra total de 49 países participantes. Los países que se encuentran dentro del EEES son:

## Cultura
El Tratado de Maastricht dio reconocimiento la dimensión cultural de la integración europea, al atribuir ciertas competencias de acción cultural a las instituciones de la Unión , en el artículo 128 (hoy 151) del Tratado. Según eso, la Unión debe impulsar las culturas de los Estados miembros, teniendo especial cuidado en preservar la diversidad, pero poniendo también de manifiesto el "patrimonio cultural común". En este sentido, la Comisión Europea dispone de un comisario que agrupa en una sola cartera la educación, la formación, la cultura y la juventud, pero no el multilingüismo.
La diversidad cultural de la Unión Europea se refleja, en las diferentes lenguas de los Estados miembros. Así, las diferencias culturales entre las regiones que conforman la UE, sumadas a las tradiciones culturales que "importan" los inmigrantes procedentes de fuera de la Unión, la han dotado de un carácter multicultural que no deja de diversificarse.
Uno de los aspectos más importantes de este fenómeno es la interrelación entre diferentes grupos religiosos. Los pueblos que actualmente conforman la UE tiene una tradición milenariamente cristiana, que se ha visto modificada en las últimas décadas principalmente a causa de la inmigración procedente de África, Oriente Medio y los países de la ex Yugoslavia. En este contexto, el mayor aporte religioso de los inmigrantes ha sido el musulmán, cuya presencia cada día es mayor, principalmente en las grandes ciudades como París, Fráncfort, Marsella, Berlín o Barcelona.
También el desarrollo de los medios de comunicación ha jugado un papel relevante en la "revolución cultural" que experimenta la UE. Personas con un origen cultural distinto comparten ahora preferencias por manifestaciones culturales, bien sea aportadas por uno de ellos o procedentes de una tercera cultura.
Uno de los proyectos culturales más importantes es la designación de la Capital Europea de la Cultura. Este es un título conferido por la Comisión y el Parlamento Europeo a una o dos ciudades europeas, que durante un año tienen la posibilidad de mostrar su desarrollo y vida culturales. Algunas ciudades europeas han aprovechado esta designación para transformar completamente sus estructuras culturales y ser reconocidas en el ámbito internacional. Cuando una ciudad es nombrada capital europea de la cultura, en ella se desarrollan todo tipo de manifestaciones artísticas.

### Idiomas

Porcentaje del conocimiento de inglés dentro de la población de la UE.

Las lenguas oficiales de la Unión Europea son los 24 idiomas oficiales de dicha organización en los que están redactados sus Tratados constitutivos y su legislación derivada, y que se usan también como lenguas de trabajo. Son un número inferior al de Estados de la Unión, ya que varios de éstos comparten idiomas. Sin embargo, en la Comisión Europea, por ejemplo, el Colegio de Comisarios negocia sobre la base de documentos presentados en inglés, francés, alemán, italiano y español.
Cada Estado tiene derecho a inscribir una lengua como oficial, pese a lo cual la salida del Reino Unido de la Unión en 2020 no supuso la eliminación del inglés como lengua oficial. Es así que de facto las principales lenguas oficiales y de trabajo son el inglés y el francés, tanto por su uso hablado, así como por su uso en la primera redacción de los documentos oficiales. En total, el inglés es la lengua más hablada en la UE (seguida por el francés), sin embargo la lengua materna más hablada es el alemán  (seguida por el francés). Como consecuencia de esta influencia, las tres "lenguas de trabajo" de la UE son el inglés, el francés y el alemán. Sin embargo, en los Estados miembros se utilizan, además de los 24 idiomas señalados, unas 60 lenguas más, cooficiales solo en parte del territorio o no oficiales (lenguas regionales y minoritarias).

### Religión
| Religión en la Unión Europea (en 2012) | Religión en la Unión Europea (en 2012) | Religión en la Unión Europea (en 2012) | Religión en la Unión Europea (en 2012) | Religión en la Unión Europea (en 2012) |
| -------------------------------------- | -------------------------------------- | -------------------------------------- | -------------------------------------- | -------------------------------------- |
| Religión                               | Religión                               |                                        | Porcentaje                             | Porcentaje                             |
| Cristianismo                           | Cristianismo                           |                                        | 72 %                                   | 72 %                                   |
| Irreligión                             | Irreligión                             |                                        | 25 %                                   | 25 %                                   |
| Islam y otros                          | Islam y otros                          |                                        | 3 %                                    | 3 %                                    |

La religión en la Unión Europea se practica en el marco de la libertad de culto garantizada por cada Estado miembro de la organización. Sin embargo, mediante el artículo 17 del Tratado de Funcionamiento de la Unión Europea (TFUE), la Unión cuenta con un fundamento jurídico para un diálogo regular entre sus instituciones y las iglesias, asociaciones religiosas y organizaciones filosóficas o no confesionales.
El Parlamento Europeo ha definido la laicidad como «la estricta separación de las autoridades religiosas y políticas», lo que según dicha institución conlleva el rechazo de “cualquier injerencia religiosa en el funcionamiento de las instituciones públicas, así como de cualquier injerencia pública en materia religiosa”. No obstante este principio esta sometido al objetivo primordial de “hacer respetar las normas de seguridad y preservar el orden público”.
En los 27 Estados miembros de la Unión Europea, así como de los Estados en negociaciones de adhesión (Albania, Macedonia del Norte, Montenegro, Serbia, existen algunas diferencias por motivos religiosos entre sus habitantes. En general, la mayoría de ciudadanos europeos que profesan alguna religión se adscriben al cristianismo, en alguna de sus diferentes ramas (católica, protestante u ortodoxa). Así, mientras que en algunos países como Italia, España, Francia o Irlanda predomina la religión católica; en otros como Suecia o Dinamarca predomina la religión protestante, y en otros como Grecia o Rumania la religión ortodoxa. 

### Símbolos
Por símbolo de la Unión Europea podemos entender cualquiera de los elementos que son tomados oficialmente como identificativos por esta entidad supranacional. Con la entrada en vigor del Tratado de Lisboa, los símbolos de la UE como la bandera, el lema, el himno o el Día de Europa no son jurídicamente vinculantes, aunque todos ellos se encuentran en uso. Pese a esto, dieciséis países miembros declararon su lealtad a los símbolos de la Unión Europea en una declaración anexa al tratado.
- La Bandera de la Unión Europea o bandera de Europa[312] está formada por doce estrellas doradas dispuestas en círculo sobre fondo azul.[313] Fue diseñada por Arsène Heitz, un pintor de Estrasburgo, con el propósito manifiesto de que fuera utilizada por el mayor número de organizaciones posible, fomentando así la integración de Europa. Este es el símbolo de unión de los estados europeos, siendo asumida como tal, por la Unión Europea y por el Consejo de Europa,[314] que son entidades políticas diferentes y abarcando cada una a distintos estados europeos. El número de estrellas no tiene nada que ver con el número de Estados miembros. Hay doce estrellas porque el número doce es tradicionalmente el símbolo de la perfección, lo completo y la unidad. Por lo tanto la bandera no cambia con las ampliaciones de la UE.[315]

- El lema oficial de la Unión Europea es en español: Unida en la diversidad.[316] Todas sus traducciones, en los otros 22 idiomas de la Unión Europea, así como la versión en latín, In varietate concordia, la cual también se usa como un compromiso,[317] tienen idéntico estatus oficial. El lema europeo se adoptó por primera vez en mayo de 2000, mediante un proceso no oficial, a saber, un concurso que contó con la participación de 80.000 estudiantes de los 15 países miembros de la Unión Europea en aquella época: Alemania, Austria, Bélgica, Dinamarca, España, Finlandia, Francia, Grecia, Irlanda, Italia, Luxemburgo, Países Bajos, Portugal, Reino Unido y Suecia.[318]

- El Himno de la Unión Europea o Himno Europeo[319] tiene su origen en la Oda a la Alegría (An die Freude en alemán), escrita por Friedrich von Schiller en 1785. En 1793 Ludwig van Beethoven conoció la obra del escritor alemán, y desde ese momento manifestó su inspiración y deseo de ponerle música. El 7 de mayo de 1824, diez años después de la Octava Sinfonía, Beethoven presenta en el Teatro de la Corte Imperial de Viena su Novena Sinfonía cuyo cuarto y último movimiento lo concibió para ser interpretado por un coro y solistas basándose en la "Oda a la Alegría". En el año 1972 el Consejo de Europa adoptó la oda como himno.[319] Posteriormente, Herbert von Karajan, accedió a una petición del Consejo de Europa de escribir tres arreglos instrumentales para piano (solo), viento y orquesta sinfónica. Finalmente, en 1985, la Unión Europea también adoptó la oda como Himno de la Unión, siendo interpretado por primera vez de manera oficial el 29 de mayo de ese mismo año.[319]

- El Día de la Unión Europea o Día de Europa se celebra el 9 de mayo de cada año, en recuerdo de la misma fecha en 1950, cuando el ministro francés de Exteriores, Robert Schuman, hizo la célebre declaración que originó la creación de la primera Comunidad Europea: la del Carbón y el Acero.[320][321] Esta propuesta, conocida como Declaración Schuman, se considera la acción primordial de la creación de lo que actualmente es la Unión Europea.[320][322]

### Deportes
| Dirección General de Educación, Juventud, Deporte y Cultura principales áreas de la Unidad de Deporte |
| --- |
| - cooperación dentro de la comisión y con otras instituciones en temas relacionados con el deporte, - cooperación con instituciones, organizaciones y federaciones deportivas nacionales e internacionales, - reuniones bilaterales con instituciones y organizaciones deportivas y federaciones deportivas internacionales. |

La política deportiva de la Unión Europea se refiere a las diferentes acciones de dicho organismo internacional en el ámbito deportivo. La Unión Europea desempeña un papel político menor y en su mayoría indirecto en el deporte, ya que se considera que el deporte está fuera de las competencias conferidas por los Estados miembros de la Unión Europea y además el deporte en general se organiza internamente, en un marco europeo a nivel continental (que no es lo mismo que el nivel de la Unión Europea), o globalmente.
En virtud del Tratado de Lisboa, el papel de la UE en el deporte es limitado, porque el artículo 165, apartado 4, establece que los objetivos de la UE en el deporte se limitan a medidas que «excluyen cualquier armonización de las leyes y reglamentos de los Estados miembros». Como tal, la UE no puede adoptar legislación ni ninguna otra medida jurídicamente vinculante, sino que actúa a través de directrices, recomendaciones y financiación para apoyar sus objetivos relacionados con el deporte.

## Premios
En 2012 la Unión Europea ganó el Nobel de la Paz, que fue otorgado por unanimidad de todos los miembros del jurado, «por su contribución durante seis décadas al avance de la paz y la reconciliación, la democracia, y los derechos humanos en Europa». En 2017 fue galardonada con el Premio Princesa de Asturias de la Concordia por lograr «el más largo período de paz de la Europa moderna, colaborando a la implantación y difusión en el mundo de valores como la libertad, los derechos humanos, y la solidaridad».